# Мічурін Іван Володимирович
Іва́н Володи́мирович Мічу́рін (нар. 15 (27) вересня 1855, Рязанська губернія, Російська імперія — пом. 7 червня 1935, Мічурінськ, Тамбовська область, СРСР) — російський біолог і селекціонер-помолог, автор багатьох сортів плодово-ягідних культур, почесний член АН СРСР (1935), академік ВАСГНІЛ (1935). Розробив методи селекції плодово-ягодних рослин, головним чином — метод віддаленої гібридизації (підбір батьківських пар, подолання несхрещуваності та ін.).

## Життєпис

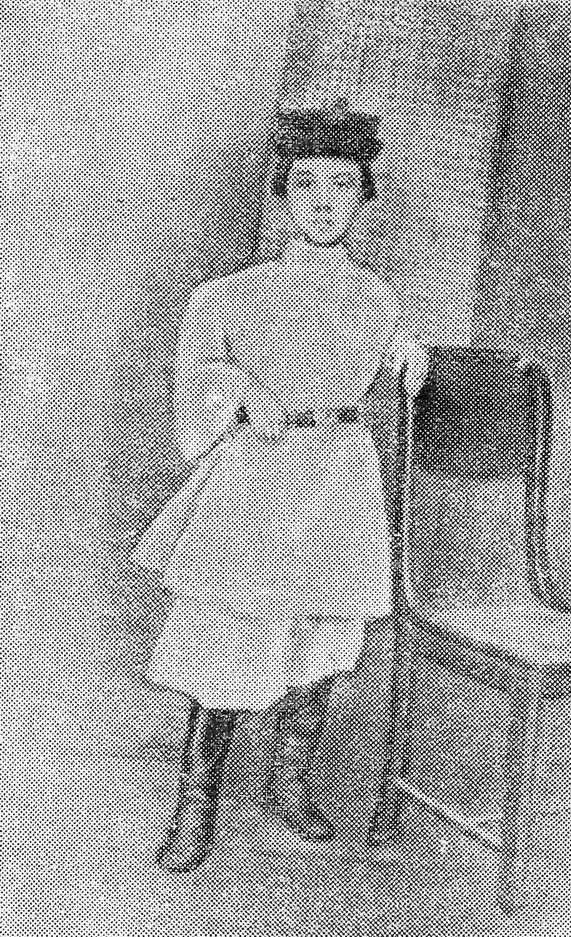
Мічурін у п'ять років вбраний у костюм козачка

Прадід І. В. Мічуріна Іван Наумович і дід Іван Іванович Мічурін були полупанками дворянами і учасниками Франко-російської війни 1812 року. І. В. Мічурін продовжив сімейну традицію, оскільки не лише його батько, Володимир Іванович, а й дід, Іван Іванович, а також прадід, Іван Наумович, жваво цікавилися садівництвом і зібрали багату колекцію плодових дерев та бібліотеку сільськогосподарської літератури.

«Чи то в спадок мені від діда (Івана Івановича), який доклав багато зусиль під час розведення великого саду …: у Рязанській губернії, або, можливо, ще від прадіда (Івана Наумовича), теж відомого садівника, який жив у Калузькій губернії, де й дотепер відомі кілька сортів груш під назвою Мічурінські, а, можливо, що й особистий приклад батька, який теж багато працював над розведенням свого саду, — сильно вплинув на мене ще в ранньому дитинстві».
— Мічурін, 1914 р.
Батько І. В. Мічуріна, Володимир Іванович, отримав домашню освіту. Він служив на Тульському збройовому заводі ім. Петра Першого як приймальник зброї. Вийшов у відставку в чині губернського секретаря, і оселився у своєму маєтку «Вершина» (при селі Юмашівка, Пронського повіту, Рязанської губернії), де займався садівництвом і бджільництвом. Він був пов'язаний з Вільним економічним товариством, від якого отримував літературу та насіння сільськогосподарських культур. Взимку та восени Володимир Іванович у себе вдома навчав грамоти селянських дітей.
В. Б. Говорухіна і Л. П. Перегудова стверджують, що Іван Володимирович Мічурін народився сьомою за ліком дитиною, а його брати й сестри померли ще дітьми.
Мати, Марія Петрівна, що вирізнялася слабким здоров'ям, захворіла на гарячку й померла в тридцять років, коли І. В. Мічуріну було чотири.
Хлопчик займався з батьком у саду (садіннями і щепленнями), а також на пасіці. У восьмирічному віці досконало вмів робити окулірування, копулювання й аблактування рослин.
У дитинстві, якщо не брати до уваги одиничних екскурсій до руїн татарської фортеці в околицях Юмашевки, його часто бачили в саду й біля ставка, зайнятим риболовлею. Вирізнявся серед однолітків пристрасною любов'ю до занять з рослинами.
Навчався спочатку вдома, а потім у Пронському повітовому училищі Рязанської губернії, присвячуючи вільний та канікулярний час праці в саду. 19 червня 1872 закінчив Пронське повітове училище, після чого батько готував сина за курсом гімназії до вступу до Петербурзького ліцею.

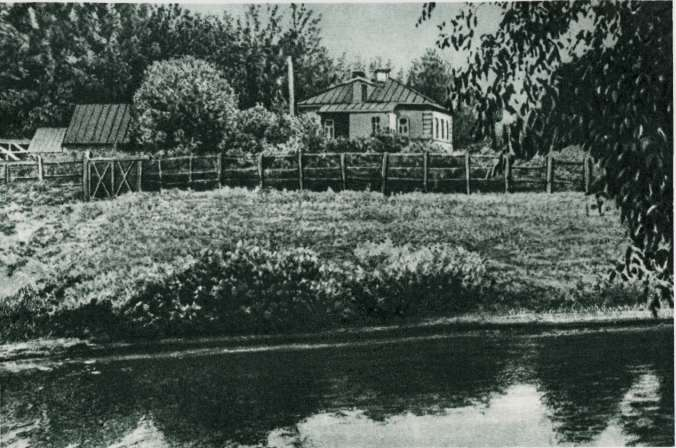
Будинок, у якому жив і працював Мічурін

У цей час батько несподівано захворів. Н. А. Макарова стверджує, що він з'їхав з глузду й перебував на лікуванні в Рязані.
Маєток був закладений і проданий за борги. Дядько, Лев Іванович, допоміг Мічуріну влаштуватися в Рязанську губернську гімназію. Тітка, Тетяна Іванівна, яка теж захоплено займалася садівництвом, хоч і мала певні матеріальні труднощі, але взяла на себе турботу про Івана Володимировича.
Мічуріна виключили з гімназії в 1872 році за «неповагу до начальства». А. Н. Бахарєв у біографічній довідці в книзі Мічуріна стверджує, що приводом до виключення був випадок, коли, вітаючись на вулиці з директором гімназії, гімназист Мічурін «через сильний мороз та хворобу вуха не встиг зняти перед ним шапку», тоді як дійсною причиною він називає відмову дядька, Льва Івановича, дати хабаря директору гімназії Оранському.
У 1872 р. Мічурін перебрався до Козлова (згодом Мічурінськ), околиці якого він довго не полишав, практично до кінця життя.
Наприкінці 1872 року І. В. Мічурін отримав місце комерційного конторника товарної контори станції Козлов (Рязано-Уральська залізниця, пізніше — станція Мічурінськ, Московсько-Рязанської залізниці), з окладом 12 рублів на місяць і 16-годинним робочим днем.
У 1874 році Мічурін обіймає посаду товарного касира, а потім і одного з помічників начальника тієї ж станції. За твердженням біографа А. Бахарєва, посаду помічника начальника станції Мічурін втратив через конфлікт («їдке глузування») з начальником станції Еверлінгом.
З 1876 по 1889 р. Мічурін — монтер годинників і сигнальних апаратів на ділянці залізниці Козлов — Лебедянь.
У 1874 р. одружився з Олександрою Василівною Петрушиною, дочкою робочого гуральні.

«Одружений 28 серпня 1874 року з міщанкою міста Козлова Олександрою Василівною Петрушиною, яка народилася 1858 року. Від цього шлюбу маю двох дітей: сина Миколу, який народився в 1876 році, і дочку Марію, яка народилася в 1877 році».
— І. В. Мічурін у відповіді на запит департаменту землеробства, 10 листопада 1911 р.
Маючи нестачу коштів, Мічурін відкрив у місті, при своїй квартирі, годинникову майстерню. За твердженням А. Бахарєва, «після повернення з чергування Мічуріну доводилося сидіти далеко за північ, займаючись лагодженням годинників і ремонтом різних приладів».
Вільний час І. В. Мічурін присвятив роботам зі створення нових сортів плодово-ягідних культур.
1875 року взяв у оренду за 3 рублі на місяць порожню міську садибу в околиці м. Козлова площею 130 кв. саженів (близько 500 кв. метрів) «з невеликою частиною занедбаного садка», де почав проводити досліди з селекції рослин. Там він зібрав колекцію плодово-ягідних рослин в якій було 600 з гаком видів. «Скоро орендована мною садиба, — писав він, — настільки була переповнена рослинами, що далі не було ніякої можливості вести на ній справи».

«Упродовж 5 років годі й думати про придбання землі. І витрати по можливості треба скорочувати до крайніх меж. А після продажу частини прищеп і дичок, на шостому (тобто в 1893 р.) приблизно 5 000 шт., На суму 1000 рублів (тобто по 20 копійок), можна придбати і землю, обгородити її і засадити … Посадити між дерев і по забору. Вважаючи по 4 вершка на кожну рослину, можна протриматися три роки».
— І. В. Мічурін, у своєму щоденнику за 1887 р.
На початку осені Мічурін переходить на квартиру в будинку Лебедєвих, на Московській вулиці, з садибою і садом. За свідченням сучасника Мічуріна І. А. Горбунова, через два роки Мічурін придбав за допомогою банку цей будинок з садибою, який він одразу ж заклав через відсутність коштів і великі борги на 18 років. На цій садибі Мічурін вивів перші сорти: малина Комерція (сіянець Колосальної Шефера), вишні Гріот грушоподібний, дрібнолиста напівкарликова, Родюча і міжвидовий гібридний сорт вишні Краса півночі (вишня Володимирська рання × черешня Вінклера біла). Сюди він переніс усю колекцію садових рослин із садиби Горбунових. Але через кілька років і ця садиба виявилася переповненою рослинами.

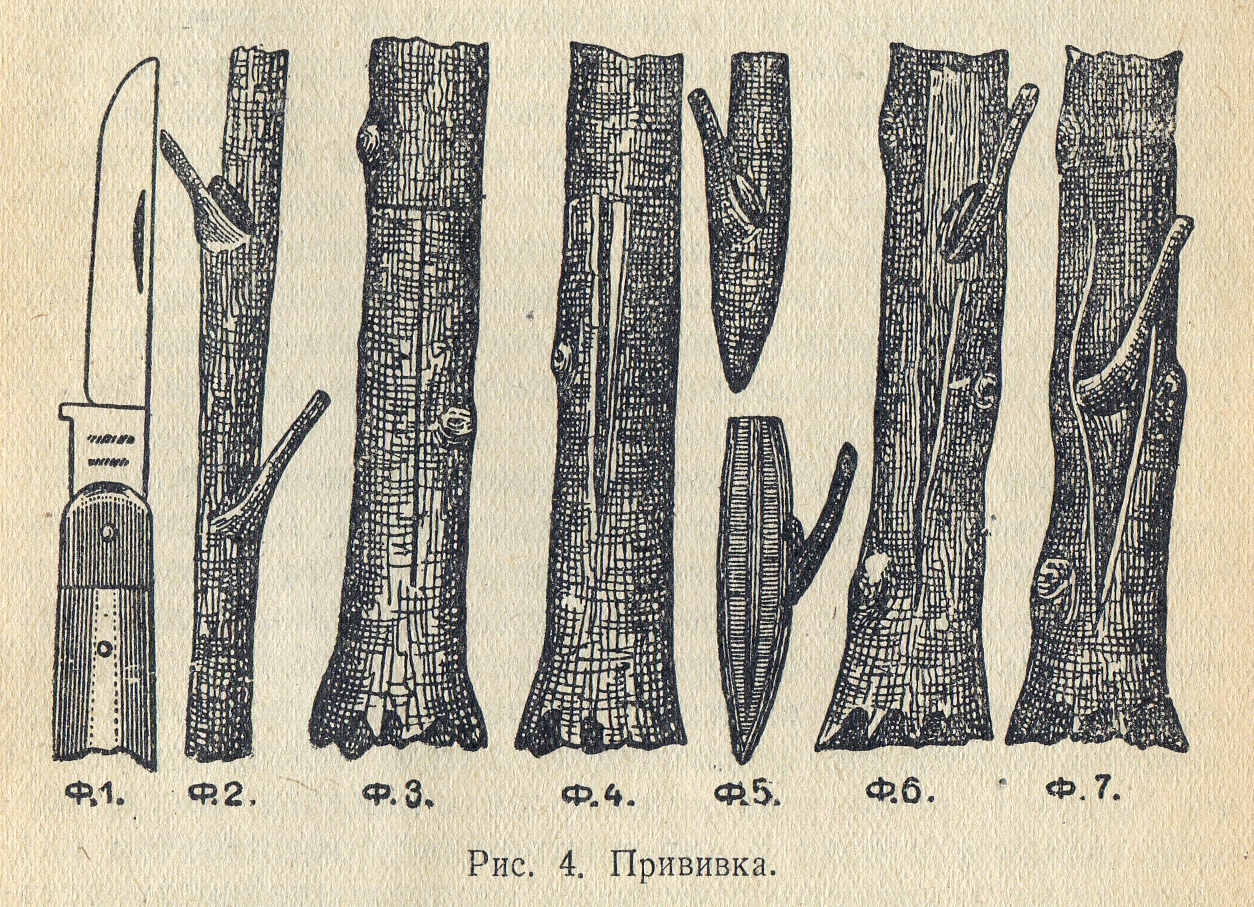
Малюнок Мічуріна зі статті «Корисні поради для садівників»

На початку осені 1887 року Мічурін дізнався, що священик приміської слободи Панське, Ястребов, продає ділянку землі за сім кілометрів від міста біля слободи Турмасово, під «Кручею», на березі річки Лісовий Воронеж. З-поміж 12 1/2 десятин (близько 13,15 га) ділянки в справу могла піти лише половина, оскільки інша половина була під річкою, кручею, чагарником і іншим неоковирлом, однак Мічурін був дуже задоволений ділянкою. Через брак коштів угоду не могли укласти до лютого 1888 року. А. Бахарєв стверджує, що «Вся осінь і більша частина зими 1887—1888 рр. пішли на гарячкове добування грошей при непосильній праці, що доходила до знемоги». 26 травня 1888 купівля землі відбулася, після чого в розпорядженні Мічуріна залишилося 7 рублів і великі борги під заставу половини землі. Через брак коштів члени сім'ї Мічуріних носили рослини з міської ділянки за 7 км на плечах. Оскільки на новій ділянці не було будинку, ходили за 14 км пішки, і два сезони жили в курені. Мічурін був змушений продовжувати роботу монтером ще один рік. Від 1888 року ця ділянка поблизу слободи Турмасово стала одним з перших у Росії селекційних розсадників. Згодом це — центральна садиба радгоспу-саду ім. І. В. Мічуріна, з площею 2500 га садів з мічурінським сортиментом.
У 1893—1896 рр., коли в розпліднику в Турмасово вже були тисячі гібридних сіянців сливи, черешні, абрикоси та винограду, Мічурін переконується в безуспішності методу акліматизації шляхом щеплення і робить висновок, що ґрунт розплідника — потужний чорнозем, — є жирний і «балує» гібриди, роблячи їх менш стійкими до спустошливої для теплолюбних сортів «російської зими».
1900 року Мічурін переніс насадження на ділянку з біднішими ґрунтами «щоб забезпечити „спартанське“ виховання гібридів».
У 1906 році побачили світ перші наукові роботи І. В. Мічуріна, присвячені проблемам виведення нових сортів плодових дерев.
1912 року нагороджений орденом Святої Анни 3-го ступеня.
В автобіографії Мічурін писав:

«Мені рішуче немає часу займатися цими майже щоденними відвідуваннями різних панів інспекторів, сільськогосподарських і садових інструкторів, лісівників тощо. Їм добре роз'їжджати, — витрату часу їм оплачують 20-м числом, а мені необхідно працювати. Для мене кожна година має ціну; я цілий день у розпліднику, а до половини ночі проводиш за кореспонденцією, якої, до речі сказати, така маса з усіх кінців Росії, а останнім часом і з-за кордону».

1913 року Мічурін відмовився від пропозиції Департаменту землеробства США переїхати до Америки або продати свою колекцію рослин. Однак існують дані, за якими спочатку Мічурін розглядав можливість продажу своєї колекції американцям. Про це він, зокрема, писав російському садівникові А. Д. Воєйкову. Можливо, що здійсненню цих планів завадив початок першої світової війни в 1914 році.
Влітку 1915 року, під час Першої світової війни, у Козлові лютувала епідемія холери. Того року померла дружина Мічуріна — Олександра Василівна.
У той самий рік рясний паводок ранньою весною затопив розплідник, після чого сильні морози і спад води зруйнували кригою школу двохрічок, призначених на продаж. При цьому загинуло багато гібридів.
Однак, в роки війни Мічурін знайшов підтвердження низки своїх суджень і поглядів стосовно закону успадкування у рослин і методики виведення сортів. Це утримало Мічуріна на колишньому рівні його діяльності, дозволивши Івану Володимировичу придушити особисте горе. Майже кожен номер журналу «Прогресивне садівництво та городництво» починався з передовиці Мічуріна. Тоді почало плодоносити багато гібридів: «бельфлер» × «китайка», «антонівка» × «яблуня Недзвецького», «білий зимовий кальвіль» × «китайка», «ренет ананасний» × «китайка», «уссурійська груша» × «бере діль», «уссурійська» × «бере Гарніш Гарницький», «бере Лігеля» × «сіянець бергамота» тощо. Саме тоді відбулось перше плодоношення актинідії «коломікта» і перше цвітіння лілії «фіалкової» та інших гібридів.
У 1916 році студентський гурток любителів садівництва при Петровській сільськогосподарській академії надіслав запит Мічуріну, чи вийшла з друку його капітальна праця про виведення нових сортів плодових рослин. Мічурін, однак, скаржився на брак коштів і персоналу для наукової обробки накопиченого матеріалу.

«Справа в тому, що для видання такого складного і дуже об'ємного твору будуть потрібні великі кошти, а їх немає. Крім того, для наукової обробки і систематичного викладу декількох тисяч сторінок тексту і кількох сотень фотографічних знімків з натури, що накопичилися протягом 49 років, необхідно докласти багато зусиль.»

До революції в розпліднику Мічуріна було понад 900 сортів рослин, виписаних з США, Франції, Німеччини, Японії та інших країн.

### Діяльність Мічуріна після революції 1917 року
Не полишаючи свого розплідника протягом усього періоду Лютневої революції 1917 року, на другий же день після Жовтневого перевороту 1917 року, попри стрілянину, що тривала на вулицях, Мічурін з'явився в щойно організований повітовий земельний відділ, де зустрівся з колишнім наймитом Дєдовим — комісаром земельного відділу — і заявив йому: «Я хочу працювати для нової влади». Останній наказав того ж дня скликати в справі Мічуріна засідання колегії, обіцяв поставити до відома Наркомзем і запропонував земельному комітету Донської слободи вжити заходів для охорони розплідника. Дєдов надав Мічуріну та його родині матеріальну та продовольчу допомогу.
1934 року на базі розплідника Мічуріна створили генетичну лабораторію, на початку ХХІ ст. — Всеросійський НДІ генетики та селекції плодових рослин ім. І. В. Мічуріна (ВНДІГ та СПР РАСГН), що займається розробкою методів виведення нових сортів плодових культур, селекційною роботою. В результаті плідної діяльності вченого місто Мічурінськ перетворилось на загальноросійський центр садівництва, згодом тут також з'явився НДІ садівництва ім. Мічуріна, Мічурінський державний аграрний університет. Мічурінський район має великі плодорозсадники й плодівницькі господарства.
18 липня 1918 Дєдов писав Мічуріну:

«Надаючи при цьому копію постанови Колегії від 29 червня і копії звернень до місцевої ради і Московського комісаріату землеробства, агрономічний відділ просить Вас, Іван Володимирович, спокійно продовжувати Вашу виключно корисну для батьківщини роботу …»

29 червня 1918 Колегія Козловського повітового комісаріату землеробства, вивчивши розплідник Мічуріна, на своєму засіданні прийняла постанову про його націоналізацію:

«Оскільки плодовий розплідник Мічуріна при Донський слободі, на площі 9 десятин, за наявними в комісаріаті документальними даними є єдиним в Росії з виведення нових сортів плодових рослин, … визнати розплідник недоторканним, залишити його тимчасово до передачі у відання Центрального комітету (Наркомзем) за повітовим комісаріатом, про що повідомити відповідні волосну й місцеву ради, Мічуріну надати право на користування розплідником у розмірі 9 десятин і просити продовжувати корисну для держави роботу на свій розсуд. На проведення робіт видати допомогу у розмірі 3000 руб., Одночасно з цим повідомити про цю постанову Московський комісаріат землеробства (Наркомзем) з проханням прийняти зазначений розплідник у своє відання та під своє керівництво».

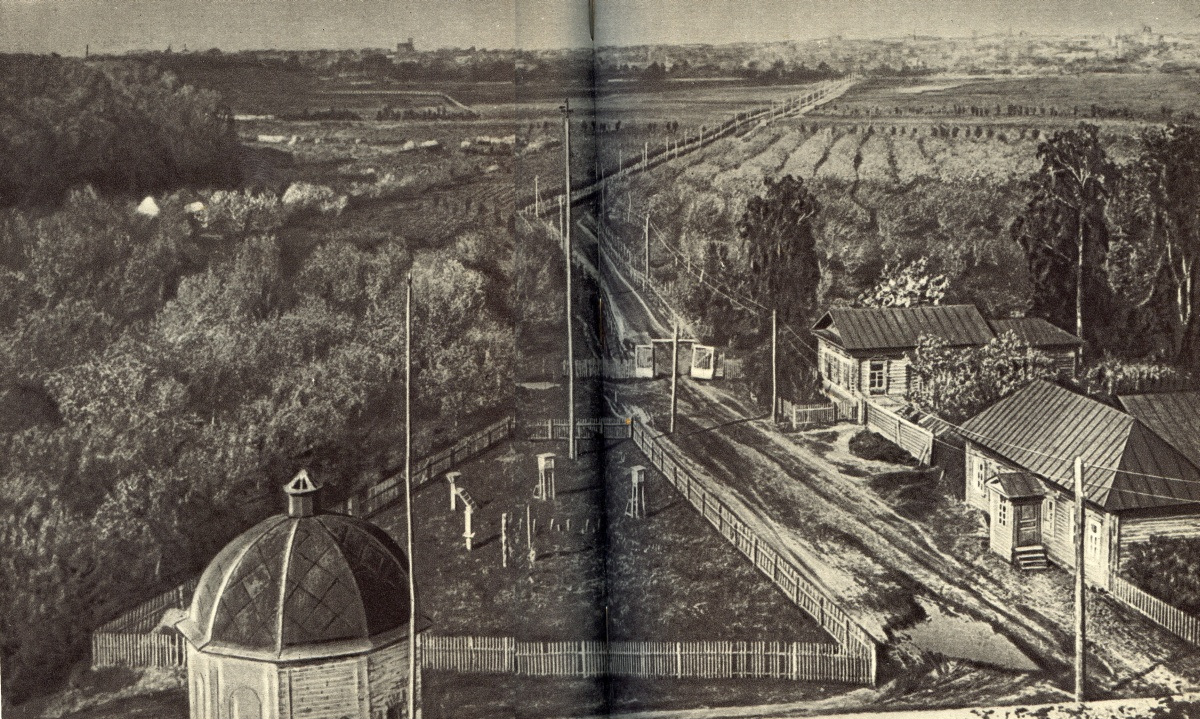
Репродукційне відділення центральної генетичної плодово-ягідної лабораторії імені І. В. Мічуріна

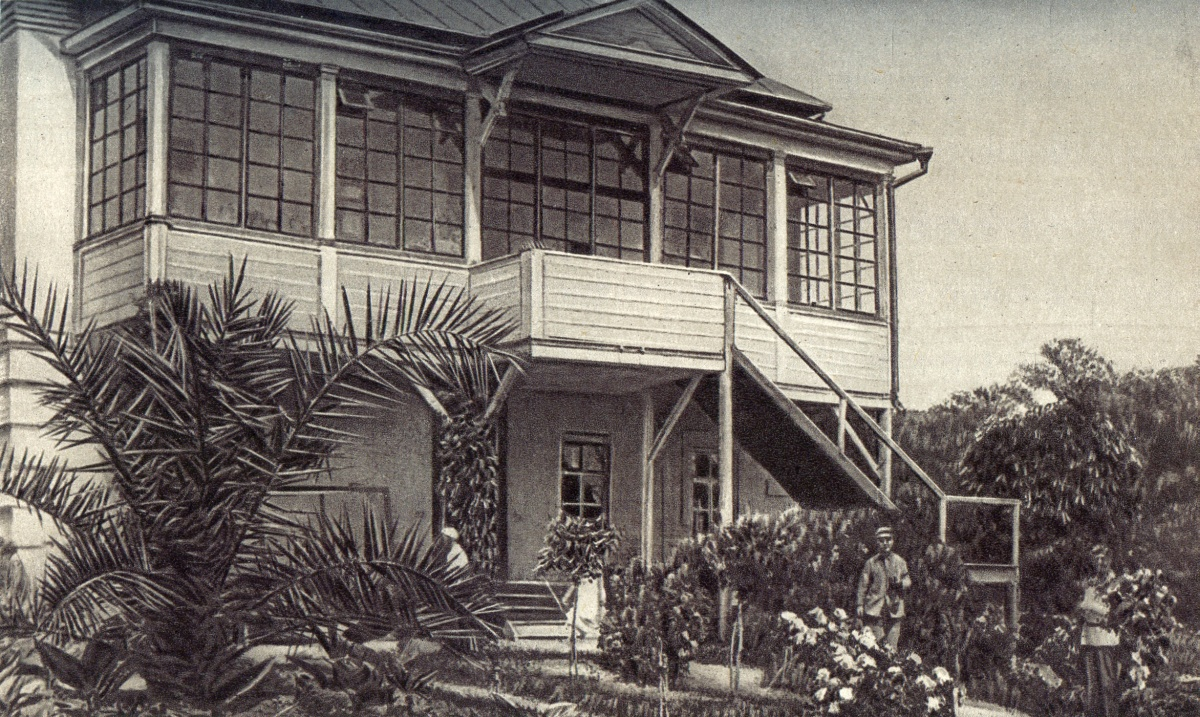
Будівля електробіологічної та фізіологічної лабораторій (репродукційне відділення центральної генетичної плодово-ягідної лабораторії імені І. В. Мічуріна)

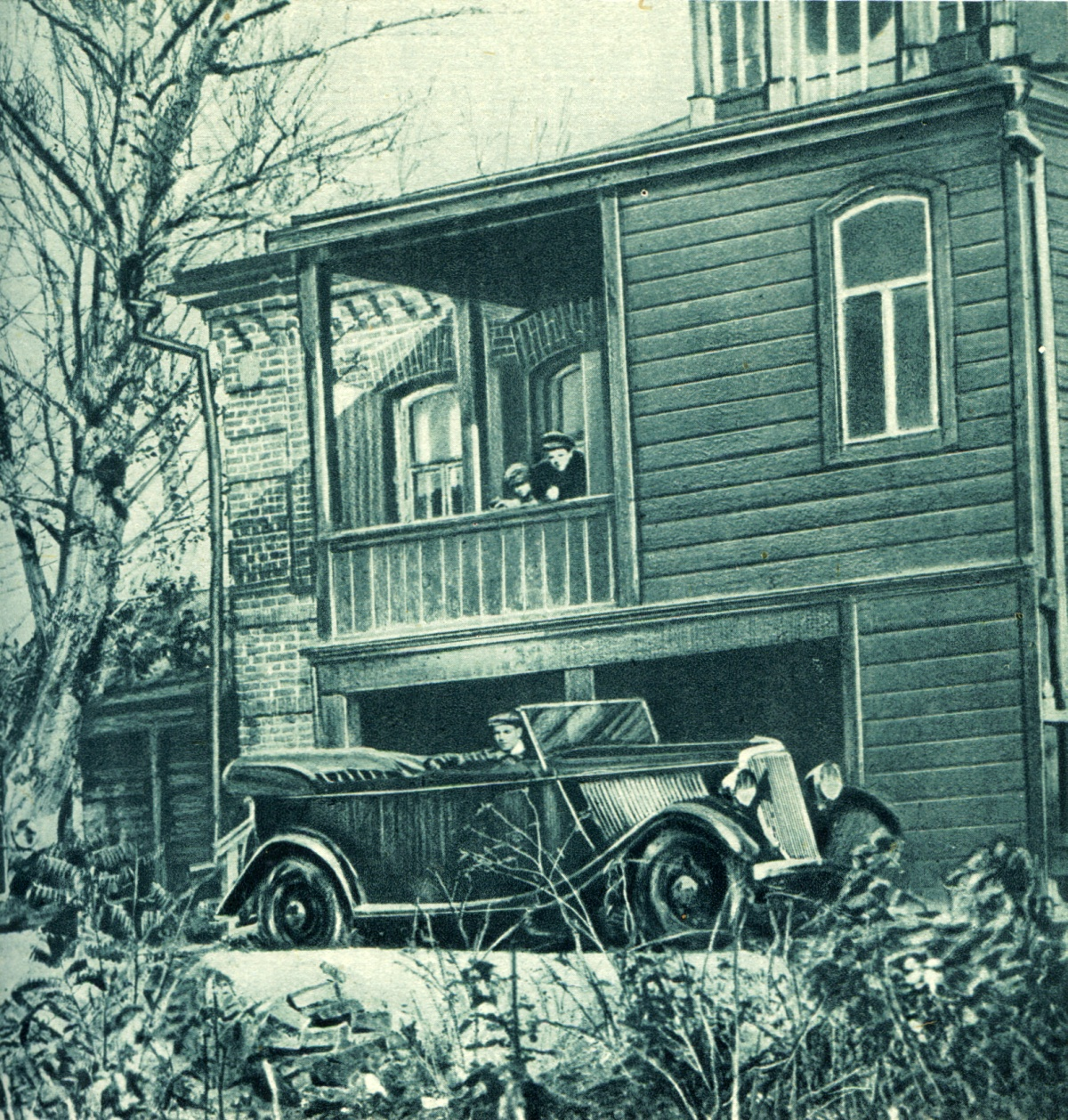
Вхід до будинку І. В. Мічуріна

22 листопада 1918 року Народний комісаріат землеробства прийняв розплідник у своє відання, затвердивши І. В. Мічуріна на посаді завідувача з правом запрошувати персонал для ширшого впровадження справи.
До весни 1919 року кількість експериментів у саду Мічуріна зросла до декількох сотень. Разом з цим Мічурін брав участь в агрономічних роботах Наркомзему, консультував фахівців сільського господарства з питань селекції, боротьби з посухою, підняття врожайності, відвідував місцеві агрономічні наради.
У своїй статті 1919 Мічурін закликав агрономів працювати на користь нового суспільного ладу:

… І в теперішніх садівників з'явиться можливість продовжувати свою діяльність за нового ладу, можливо, ще в ширшому масштабі; лише було б щире бажання працювати заради спільної користі, вести справу шляхом прогресу, а не чіплятися за попередні форми життя і не товктися на одному місці, не пускати нюні про вчорашній день. Не можна чіплятися за частину, коли ціле прагне вперед.

В ці та наступні роки Мічурін неодноразово писав:

Плодівники будуть правильно діяти в тих випадках, коли вони будуть вірні моєму постійному правилу: Ми не можемо чекати на милість від природи; взяти її у неї — наша задача.

Через нерозуміння її сенсу фраза стала символом споживацького ставлення до природи.
До 1920 р. Мічурін вивів понад 150 нових гібридних сортів, серед яких були: яблунь — 45 сортів, груш — 20, вишень — 13, слив (серед них три сорти Ренклод) — 15, черешень — 6, аґрусу — 1, суниці — 1, актинідії — 5, горобини — 3, волоського горіха — 3, абрикос — 9, мигдалю — 2, айви — 2, винограду — 8, смородини — 6, малини — 4, ожини — 4, шовковиці (тутового дерева) — 2 , горіха (фундук) — 1, томатів — 1, лілії — 1, білої акації — 1.
Крім нового гібридного асортименту в розпліднику було понад 800 видів вихідних рослинних форм, зібраних Мічуріним з найрізноманітніших куточків земної кулі.
Представники нового мічурінського асортименту, головним чином яблунь, груш, вишень і слив, кількістю 50 000 штук дерев були придбані в період між 1888 і 1916 роками різними аматорськими господарствами в 60 губерніях.
Більшість сортів перебували в розпліднику в стані маткових дерев і не дали репродукції.
У 1920 році Мічурін запросив на роботу агронома-плодовода І. С. Горшкова, який працював тоді у Козлові повітовим фахівцем з садівництва і був послідовником Мічуріна. Користуючись підтримкою місцевих органів влади, Горшков в січні 1921 року організував репродукційні відділення розплідника на землях колишнього Троїцького монастиря, який був розташований за 5 кілометрів від садиби і розплідника І. В. Мічуріна….

### Наукова діяльність
В автобіографії Мічурін писав:

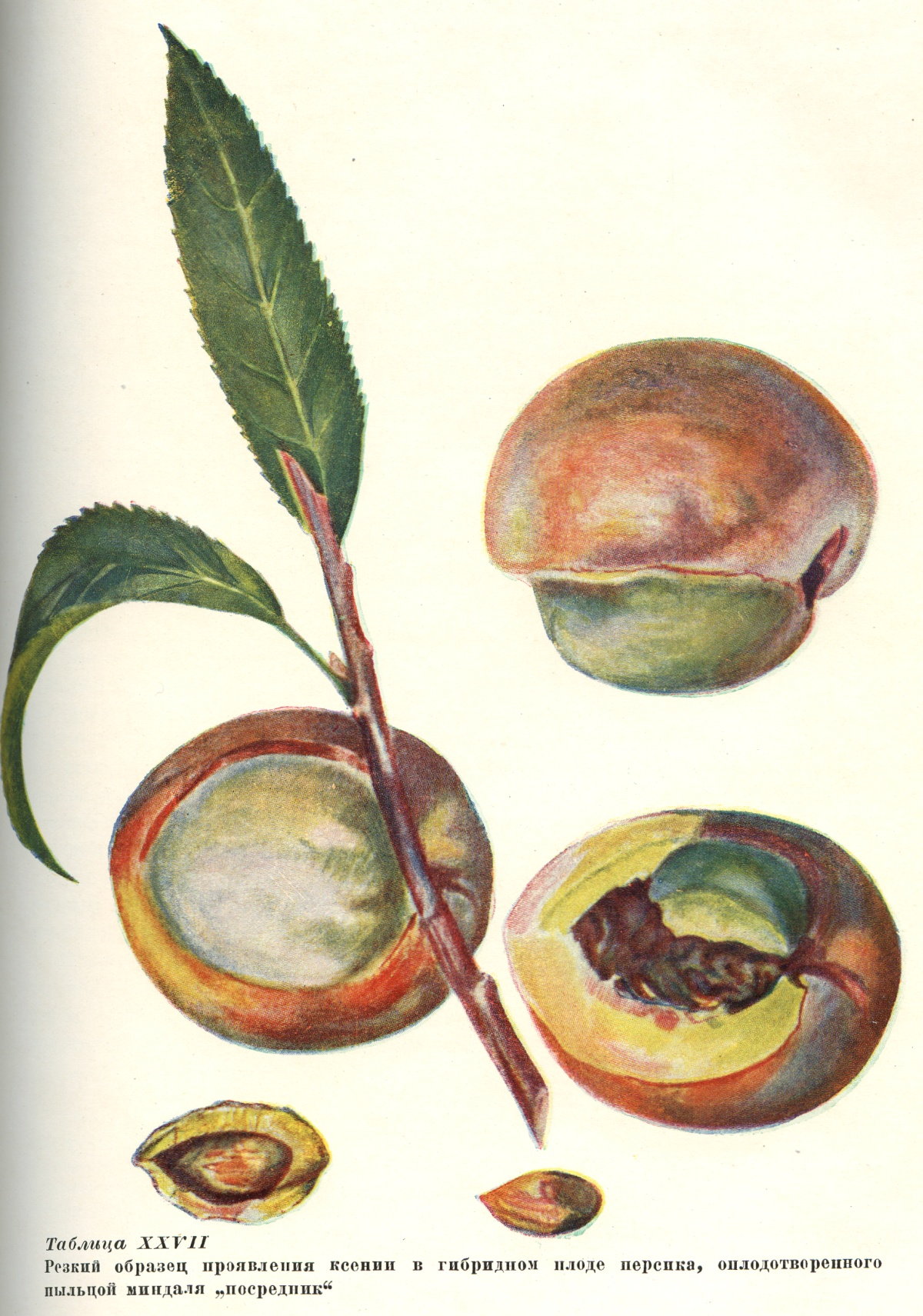
Рідкісний зразок прояву ксенії в гібридному плоді персика, заплідненого пилком мигдалю «Посередник», ілюстрація з книги І. В. Мічуріна «Підсумки шістдесятирічних робіт», М: Сельхозгиз, 1936 р.

«Через мої руки пройшли десятки тисяч дослідів. Я виростив силу-силенну нових різновидів плодових рослин, з яких вийшло кілька сотень нових сортів, придатних для культури в наших садах, причому багато з них, за своїми якостями, анітрохи не поступаються найкращим іноземним сортам.
Тепер навіть самому не віриться, як я, зі своєю слабкою, хворобливою конституцією міг витримати все це. Тільки всеохопна пристрасть, до повного самозабуття, могла надати ту неймовірну стійкість організму, при якій людина стає здатною виконати непосильну для неї працю …
Я, наскільки пам'ятаю себе, завжди і цілком був поглинений лише одним прагненням вирощувати ті чи інші рослини і настільки сильним було те захоплення, що я майже зовсім не помічав багатьох інших деталей життя; вони якось всі пройшли повз мене і майже не залишили сліду в пам'яті.»…

У 45-річному віці (1900 рік) Мічурін встановив жорсткий режим робочого часу, який залишився незмінним до кінця його життя. Вставши о 5 ранку, Мічурін до 12 годин працював у розпліднику з перервою на чай о 8-й годині ранку, до півгодинного обіду о 12-й знову працював у розпліднику, після чого витрачав півтори години на читання газет і перегляд спеціальних періодичних журналів, годину на відпочинок. Від 3-ї до 5-ї години Мічурін працював у розпліднику або кімнаті, залежно від обставин і погоди, о 9-й вечора 20-тихвилинна вечеря, до півночі робота над кореспонденціями і потім сон. Кімната Мічуріна була кабінетом, лабораторією, бібліотекою, майстернею точної механіки та оптики і навіть кузнею (винайдені інструменти: секатори, гайфуси, барометри, окулірувальна машина тощо). Устаткування Мічурін кував і паяв за допомогою печі власної конструкції.
Мічурін усамітнився у своїй невеликій садибі, відмовившись від спілкування, не пов'язаного з колом його професійних інтересів. Зокрема, він ігнорував тогочасне різночинне і купецьке середовище Козлова. Разом з тим, його листування з кореспондентами-садівниками та іноземними вченими і кількість відвідувачів його розплідника постійно зростали.
Влітку 1912 року канцелярія Миколи II послала в Козлов до Мічуріна одного зі своїх чільних посадовців — полковника Салова. Полковник був здивований скромним виглядом садиби Мічуріна, яка складалася з цегляного флігеля і плотового хліва, а також бідно вбраного її власника, на якого він спершу подумав, що то сторож. Салов обмежився оглядом плану розплідника, не заходячи в нього, і міркуваннями про святість «патріотичного обов'язку», найменший відступ від якого «межує з крамолою». Через півтора місяця Мічурін отримав два хрести: Анну 3-го ступеня і Зелений хрест «за праці з сільського господарства».
Все зростаюче паломництво до маленького будиночка і саду Мічуріна, і повна байдужість Мічуріна до церкви викликали підозри серед міщан і духовенства, і з'явилася думка про нього як про шкідливого зверхника і «фармазона». Протопоп Христофор Потапов, який закінчив духовну академію і якого вважали у Козлові за розумного і красномовного проповідника, відвідав розплідник Мічуріна через місяць після від'їзду Салова, і зажадав від нього припинення дослідів зі схрещування рослин, про що Іван Володимирович потім неодноразово згадував як про кумедний випадок зі свого життя [6]. «Твої схрещування, — заявив протопоп, — негативно впливають на релігійно-моральні помисли православних … Ти перетворив сад божий на будинок розпусти!»

## Смерть
Помер 7.6.1935 р. в 9 год. 30 хв. від раку малої кривизни шлунку. Мав ще інші захворювання. Це вплинуло на роботу серця, що зупинилось.

## Сторінки зі щоденника

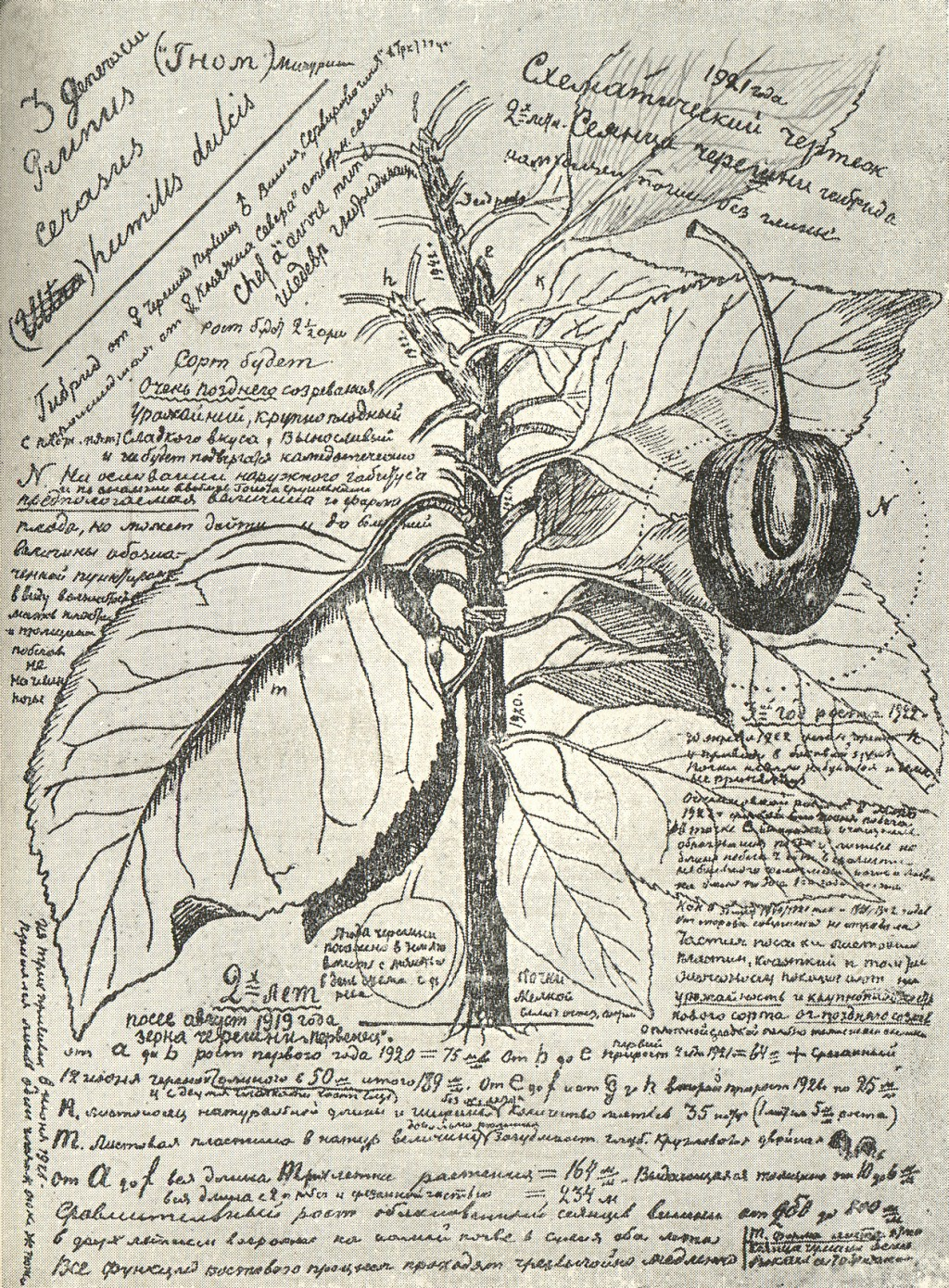
Сторінка зі щоденника І. В. Мічуріна із записами про вишнево-черешневі гібриди їх замальовками. Належить до періоду 1920—1922 рр.

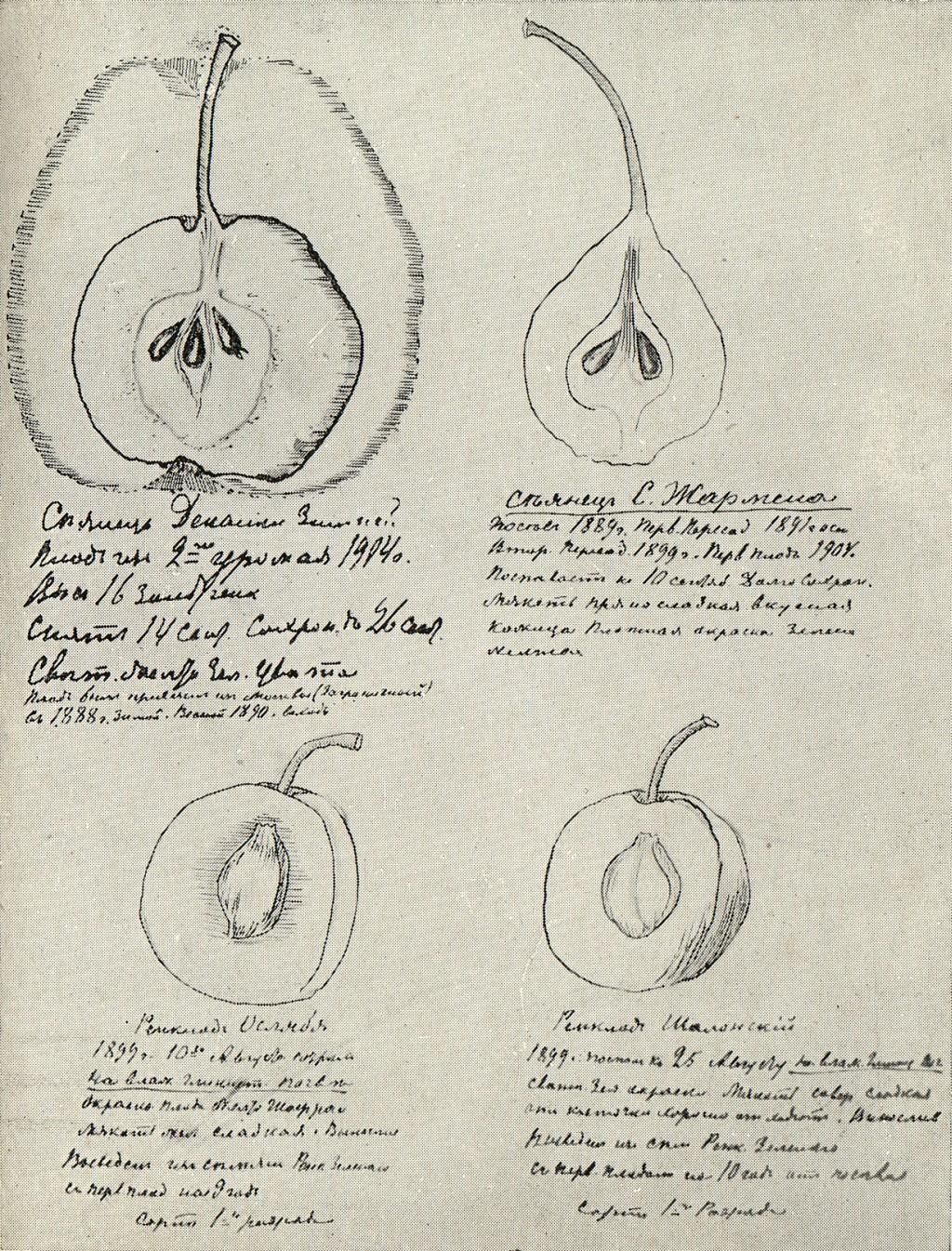
Сторінка з замальовками плодів з щоденника І. В. Мічуріна. Відноситься до періоду 1899-1904 рр..
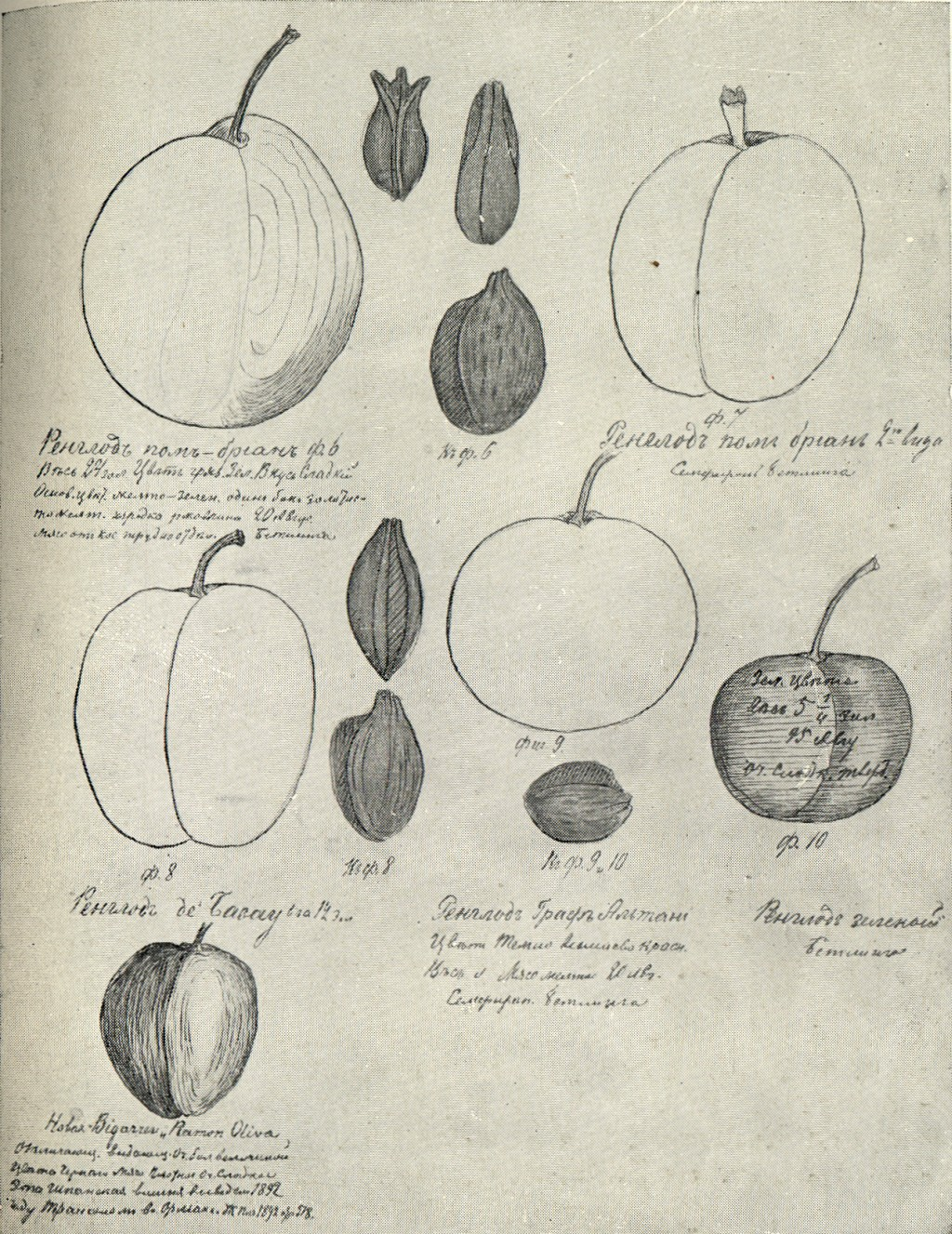
Сторінка з щоденника І. В. Мічуріна з нарисами плодів сливи. Належить до 1900-х років.
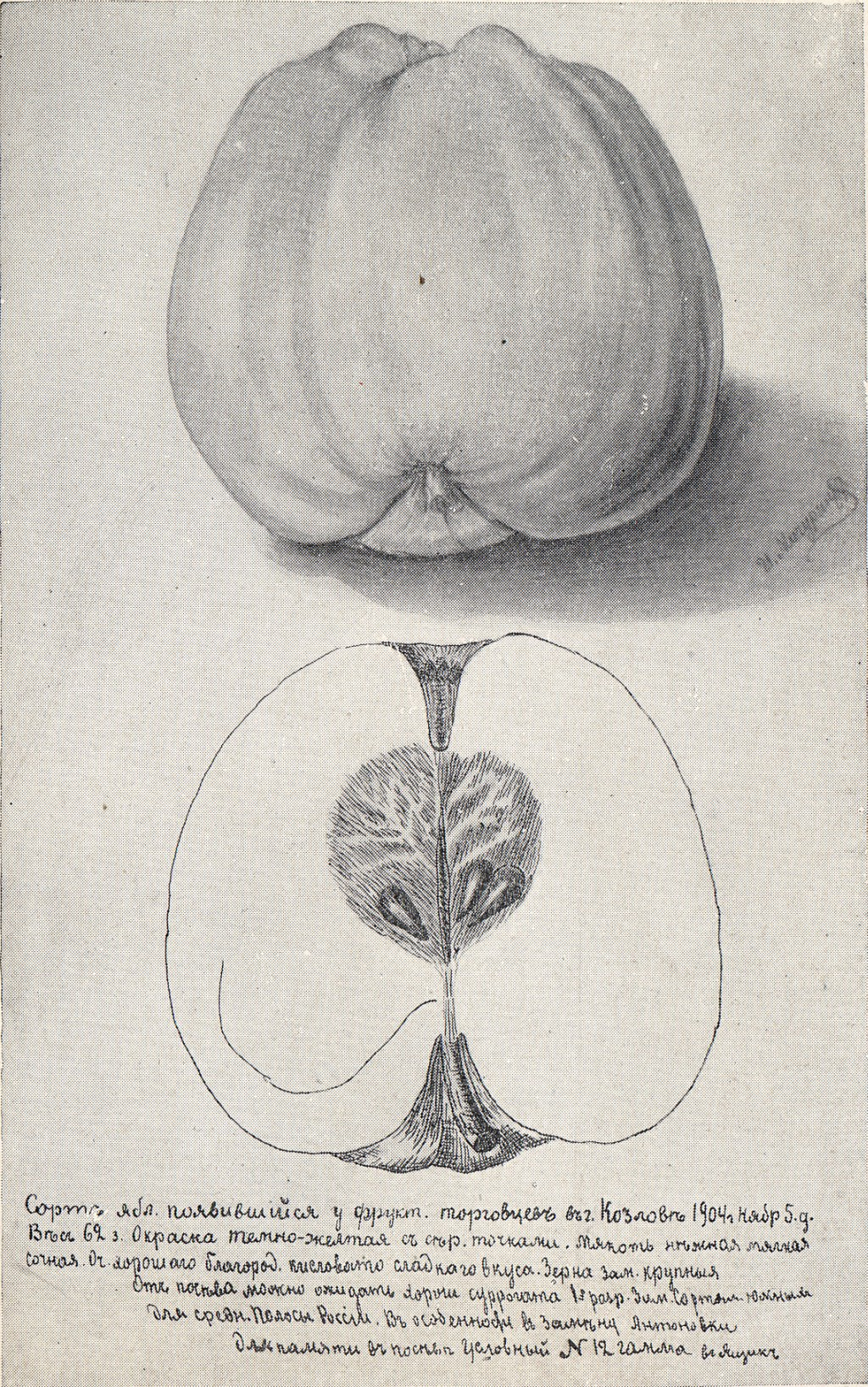
Малюнки І. В. Мічуріна з його щоденника
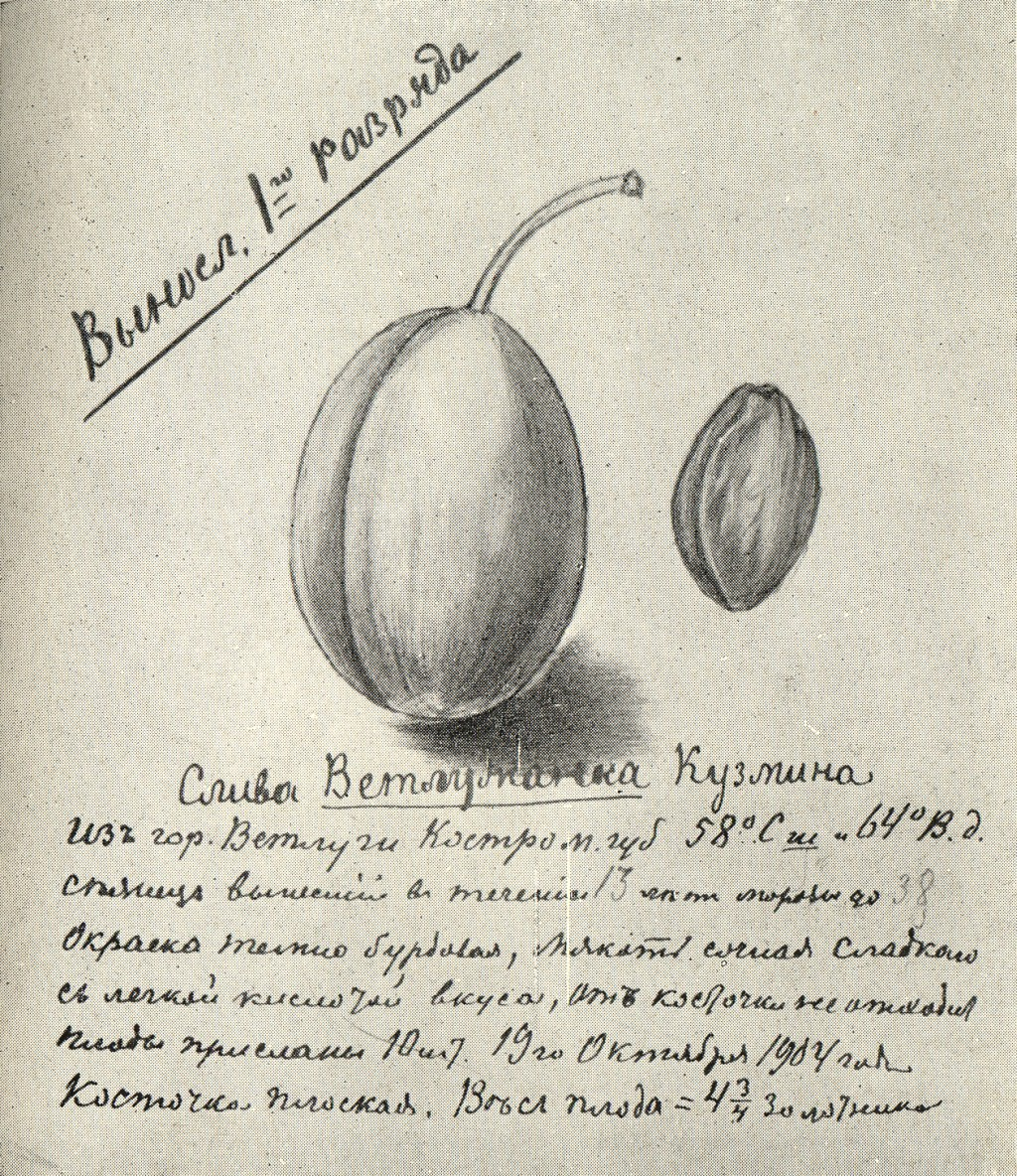
Сторінка з щоденника І. В. Мічуріна, 1904 р.

## Сорти вишень Мічуріна

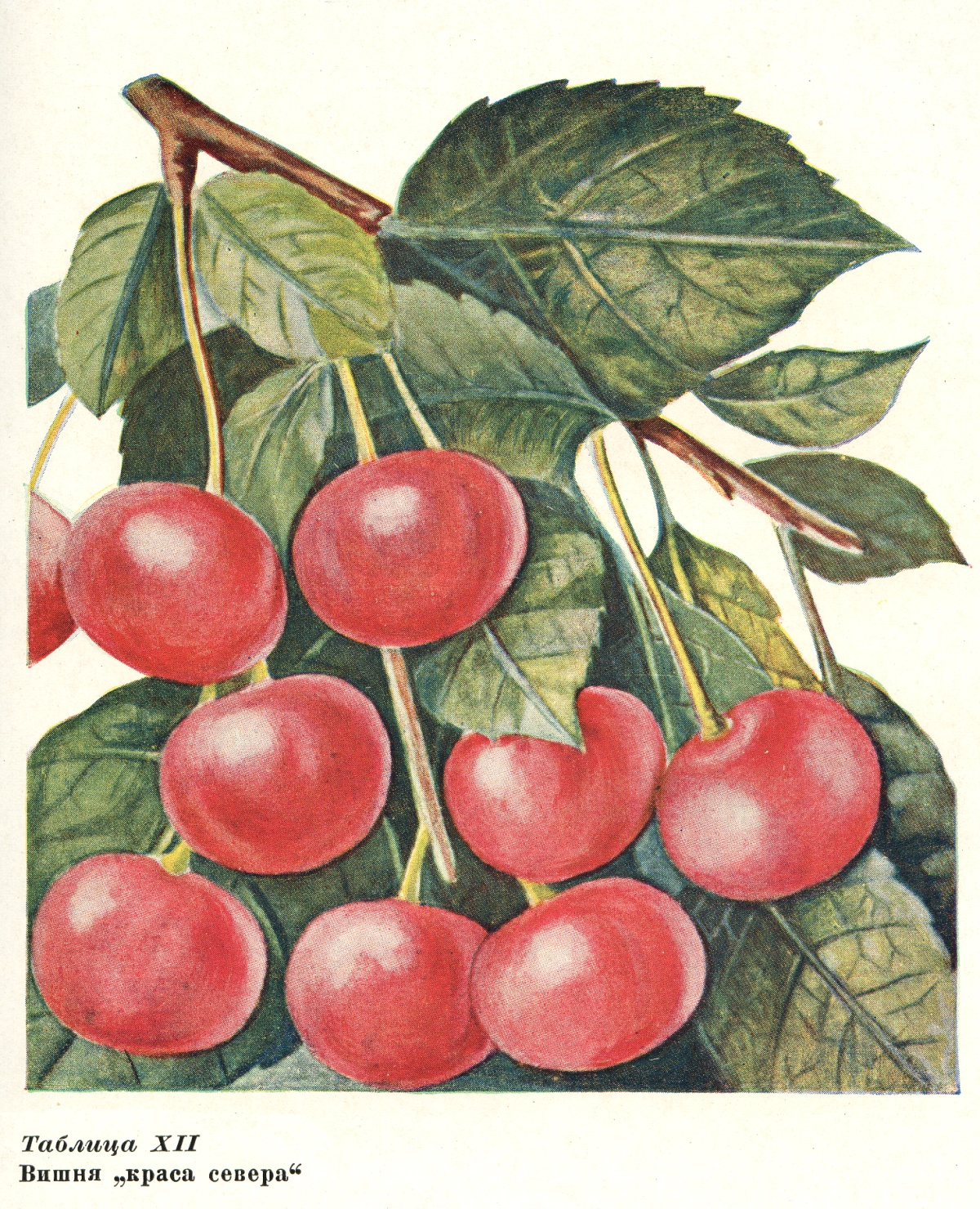
Вишня «Краса півночі»
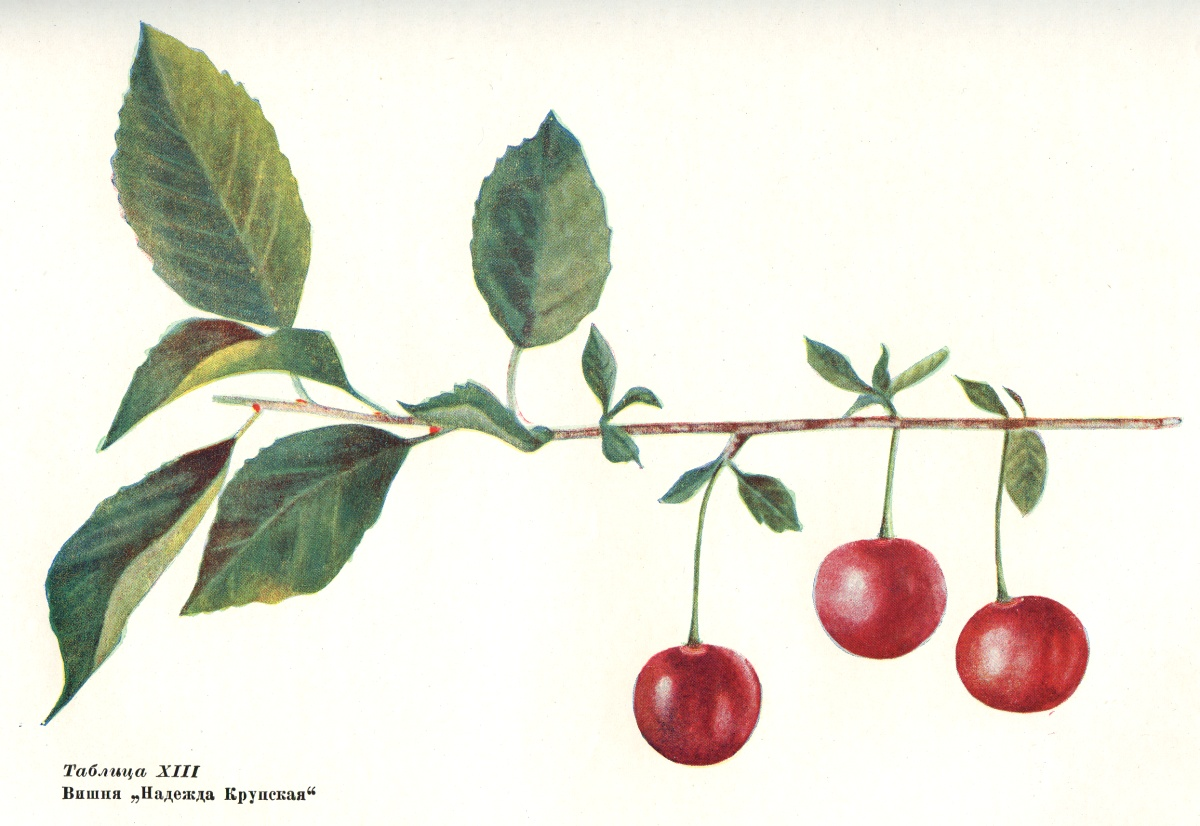
Вишня «Надія Крупська»
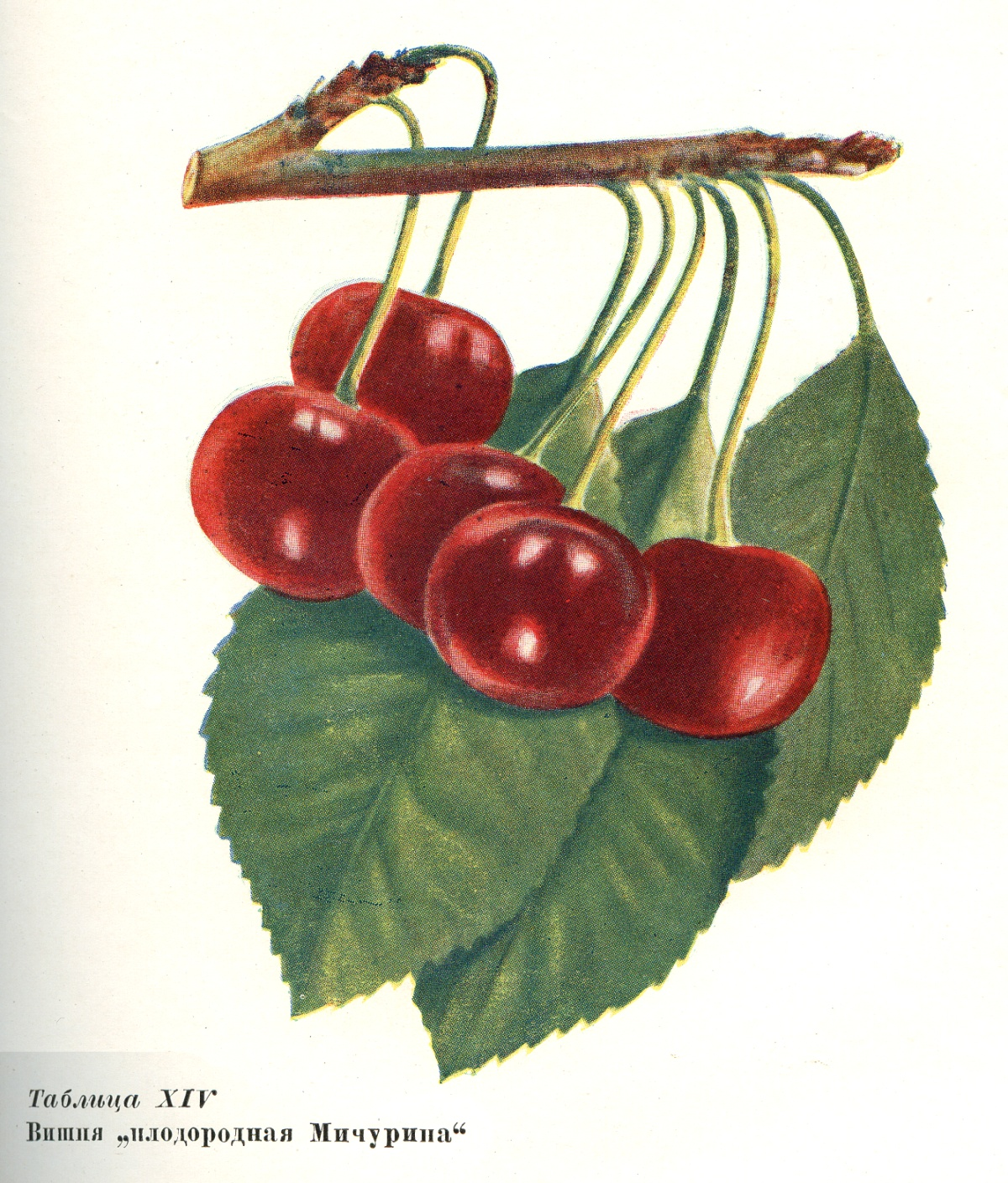
Вишня «Родюча Мічуріна»
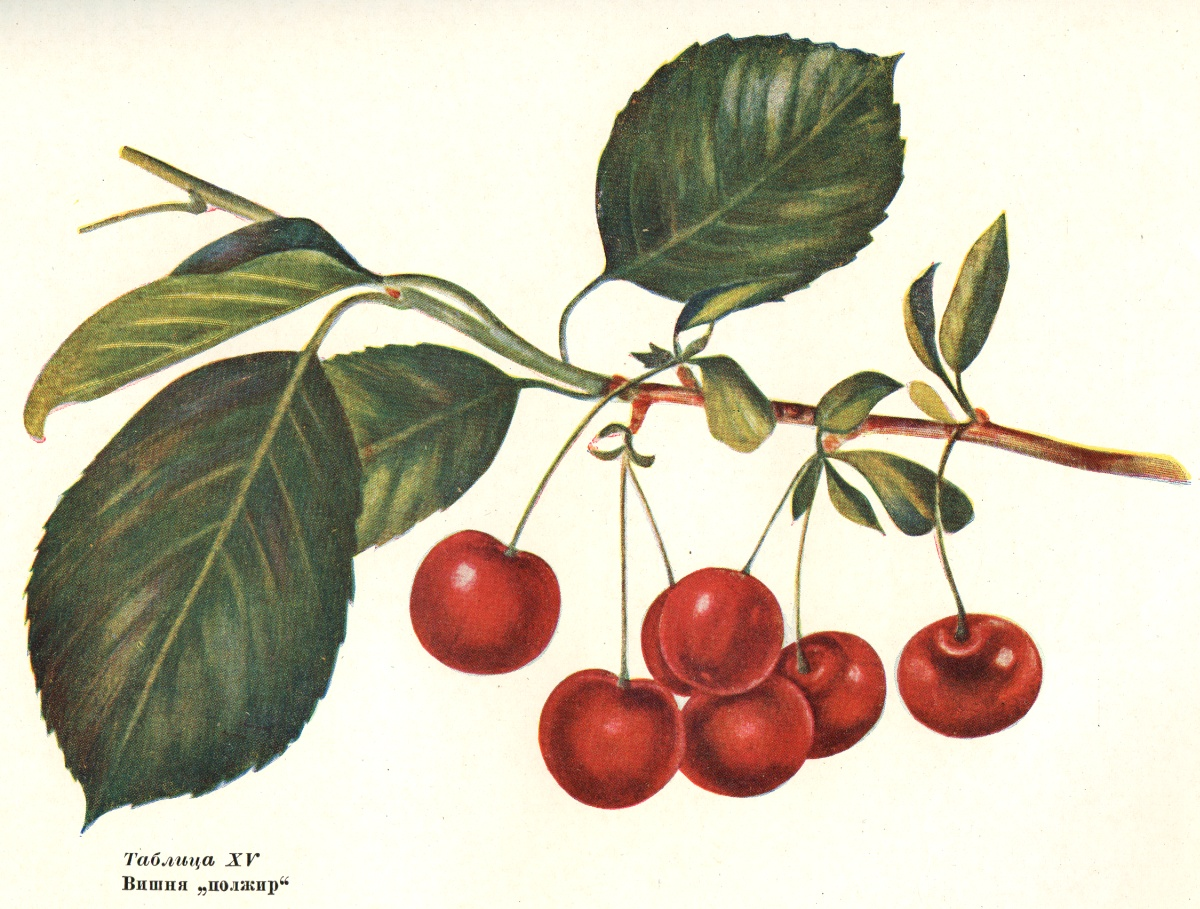
Вишня «Полжір»
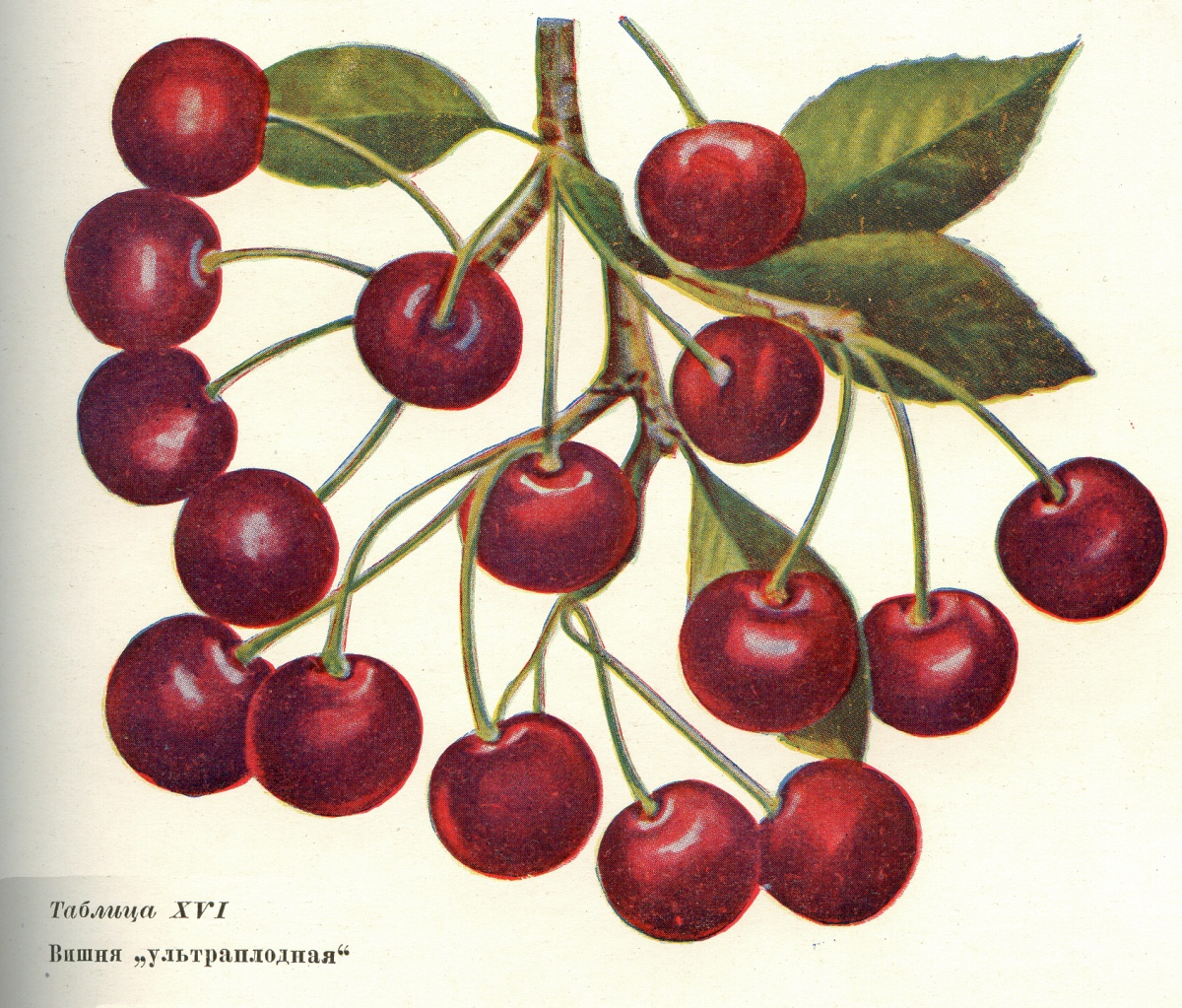
Вишня «Ультраплодная»
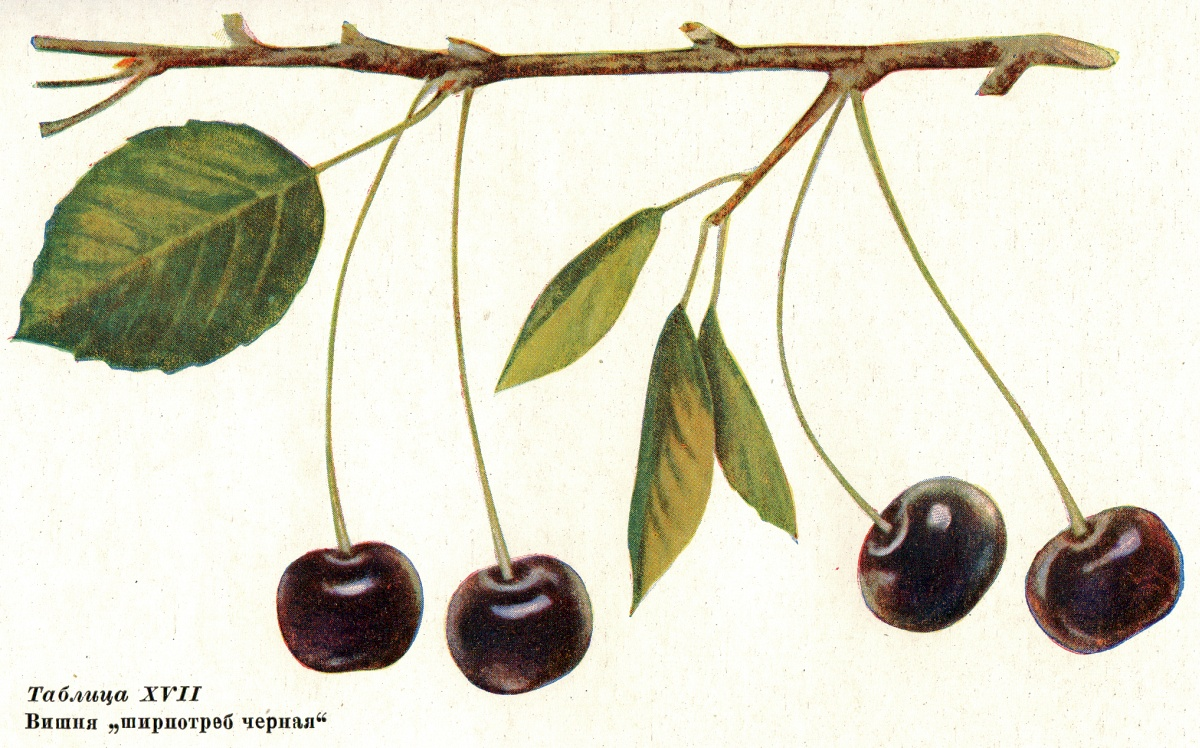
Вишня «Ширвжиток чорна»

## Сорти яблунь Мічуріна

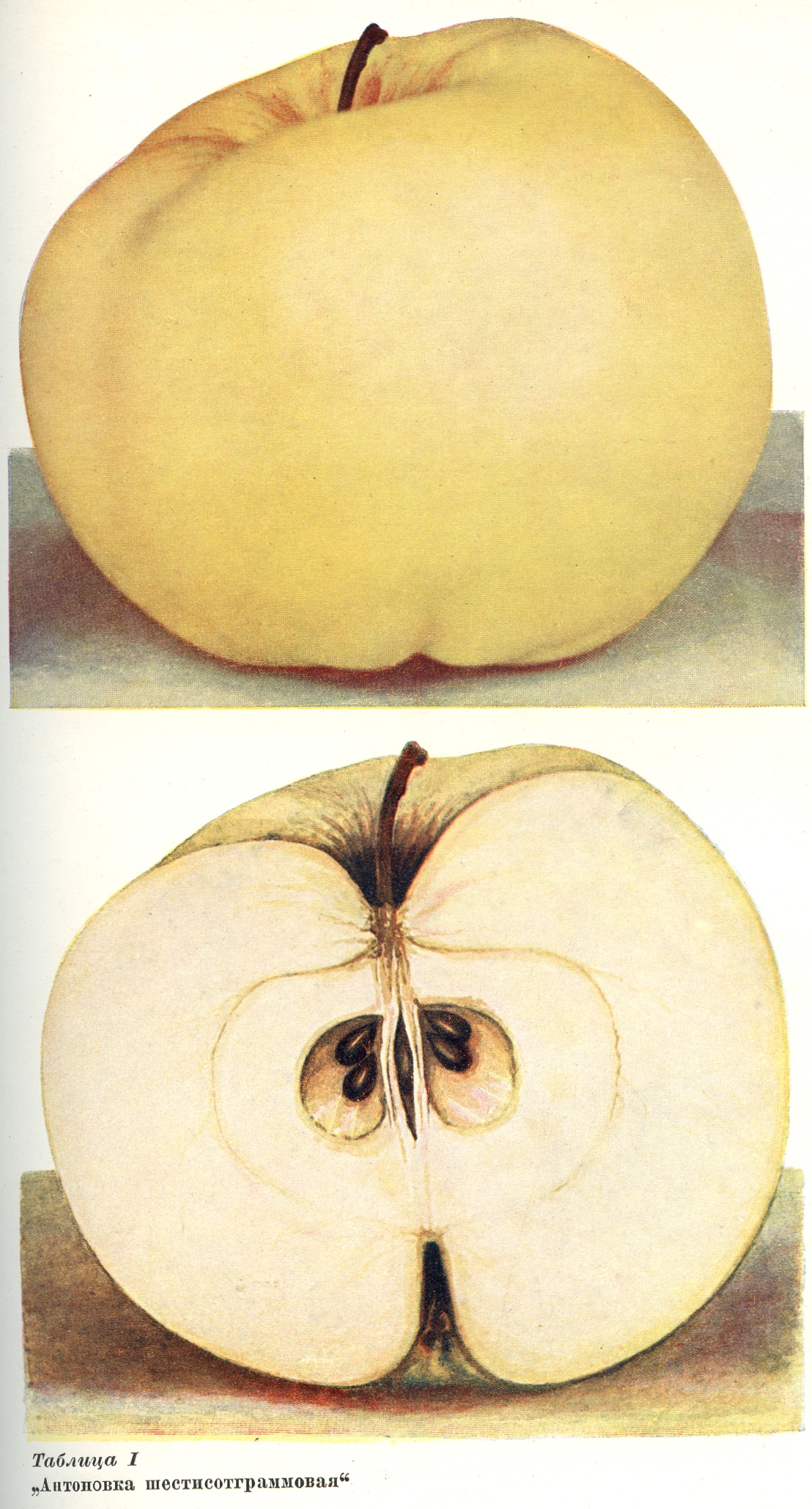
Яблуня «Антонівка шестисотграмова»
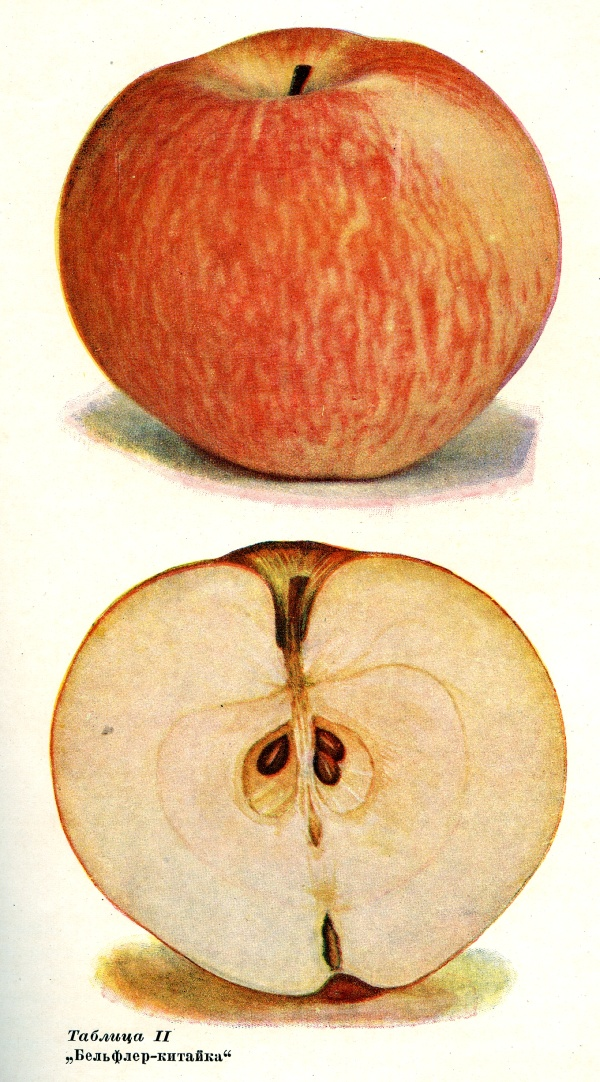
Яблуня «Бельфлер-китайка»
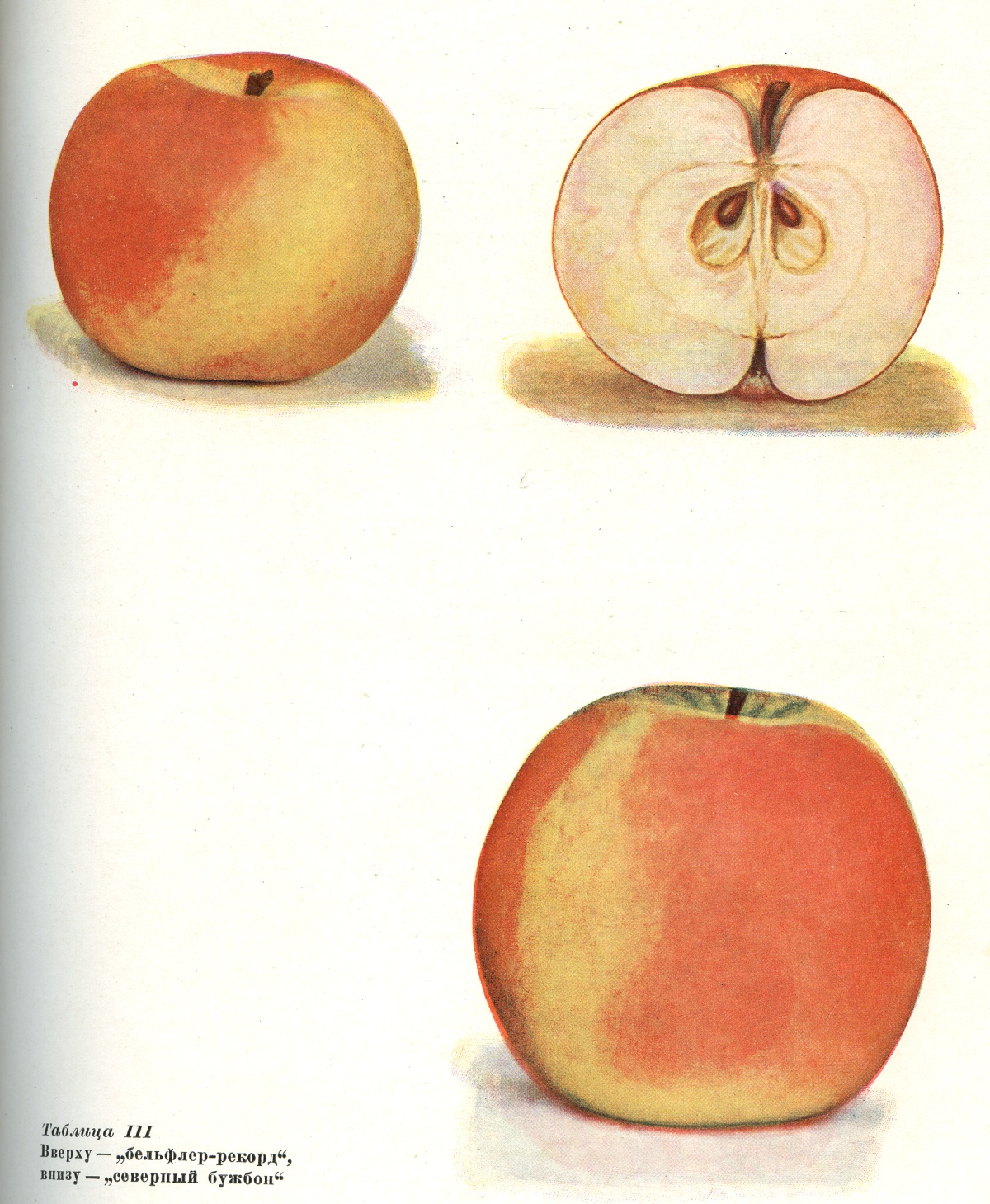
Яблуня «Бельфлер-рекорд», внизу - «Північний бужбон»
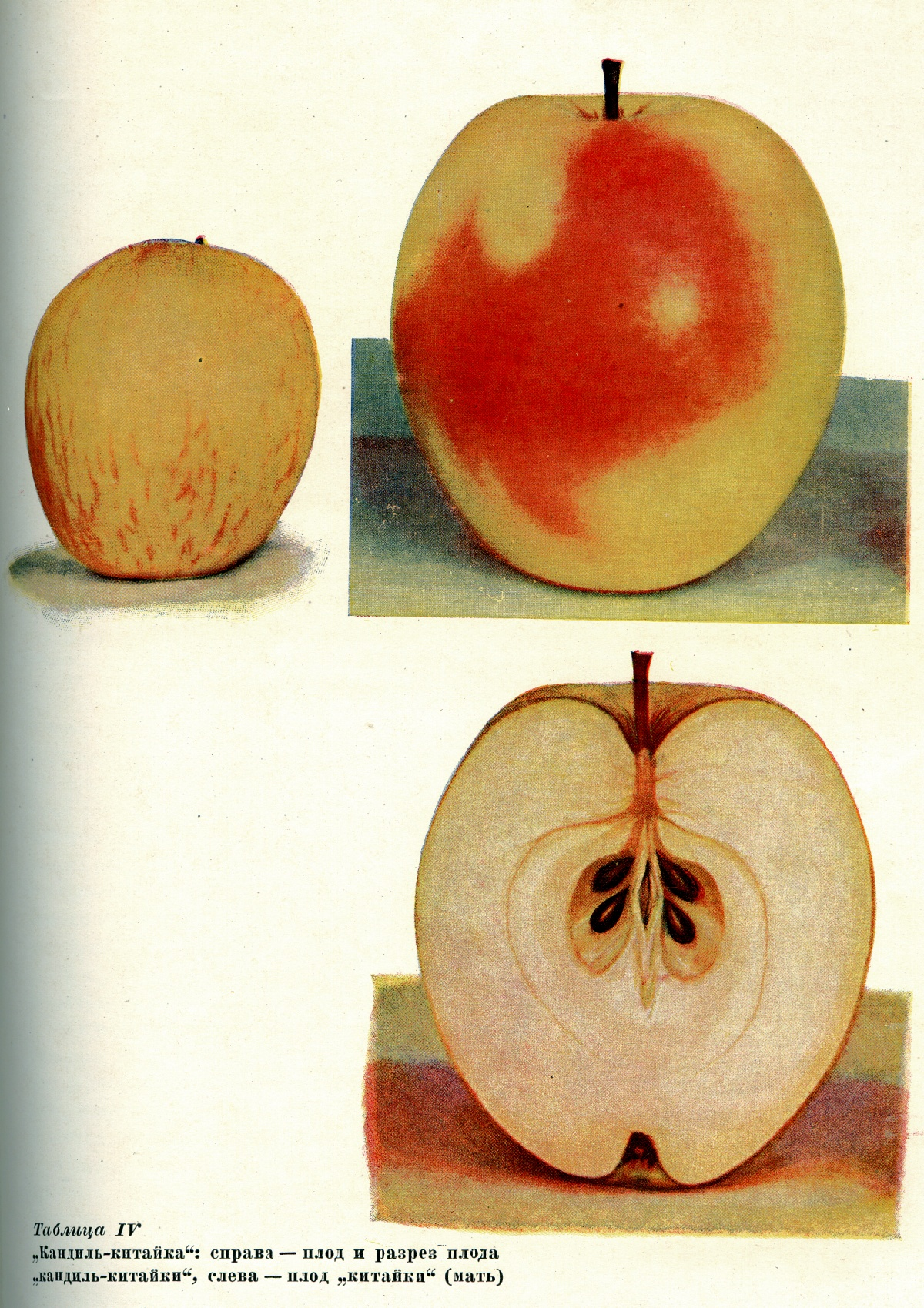
Яблуня «Кандиль-китайка», зліва - плід «китайки» (мати)
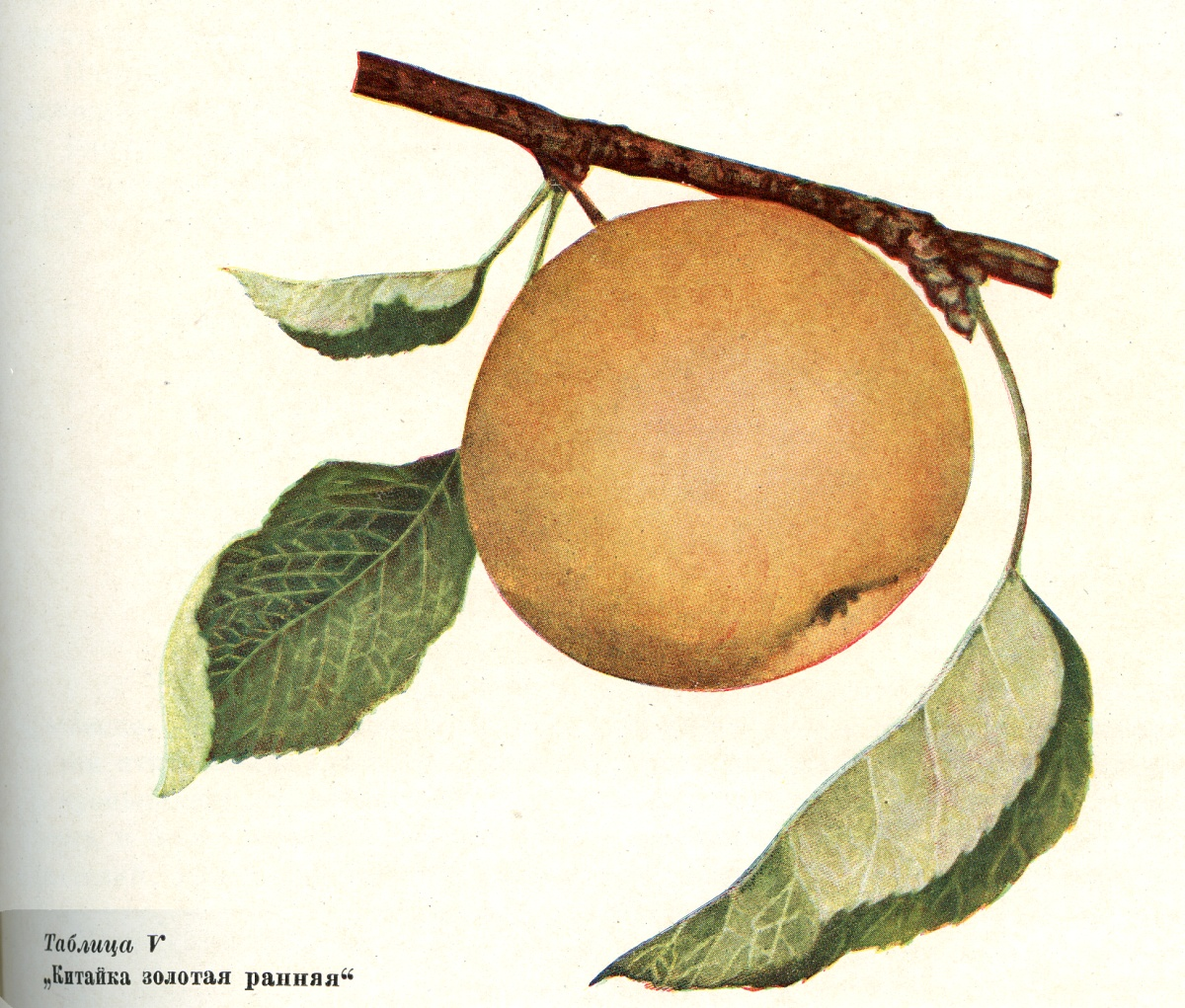
Яблуня «китайка золота рання»
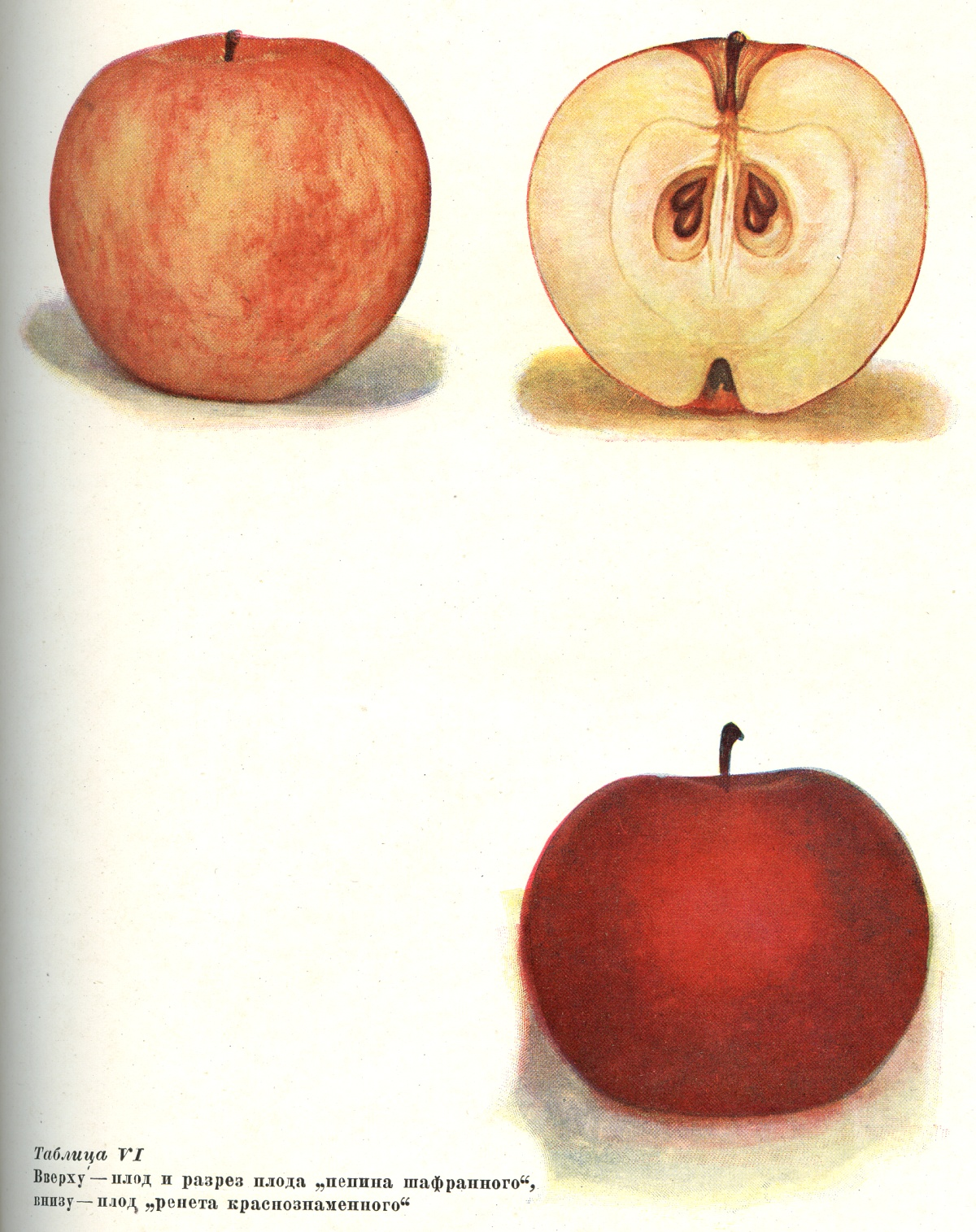
Яблуня «Пепин шафранний», знизу - «Ренет червонопрапорний»
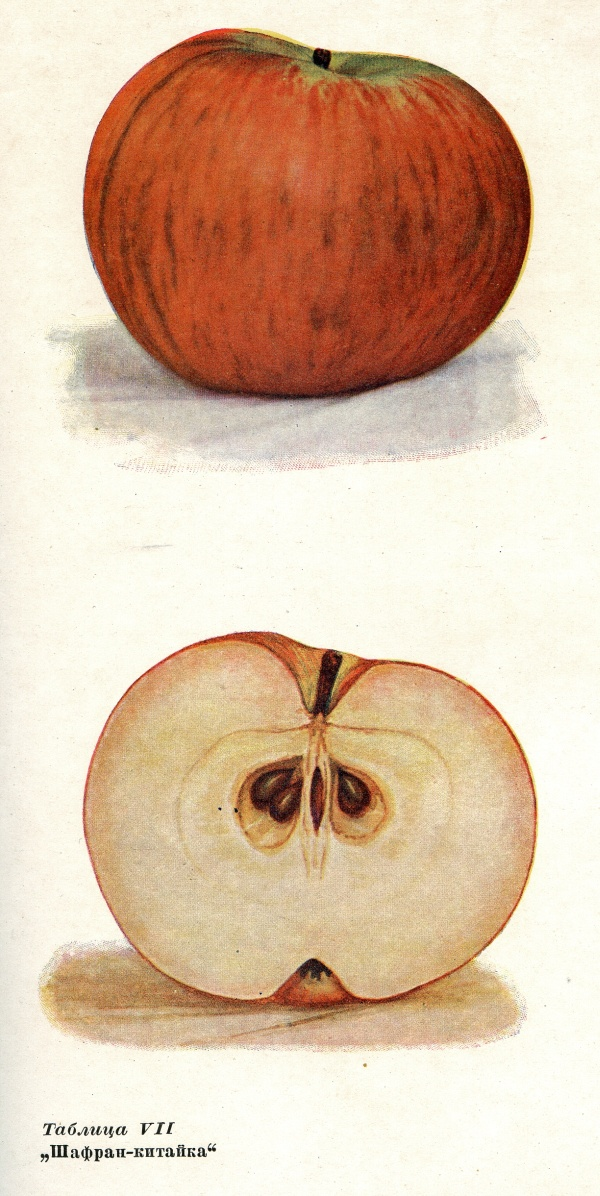
Яблуня «Шафран-китайка»
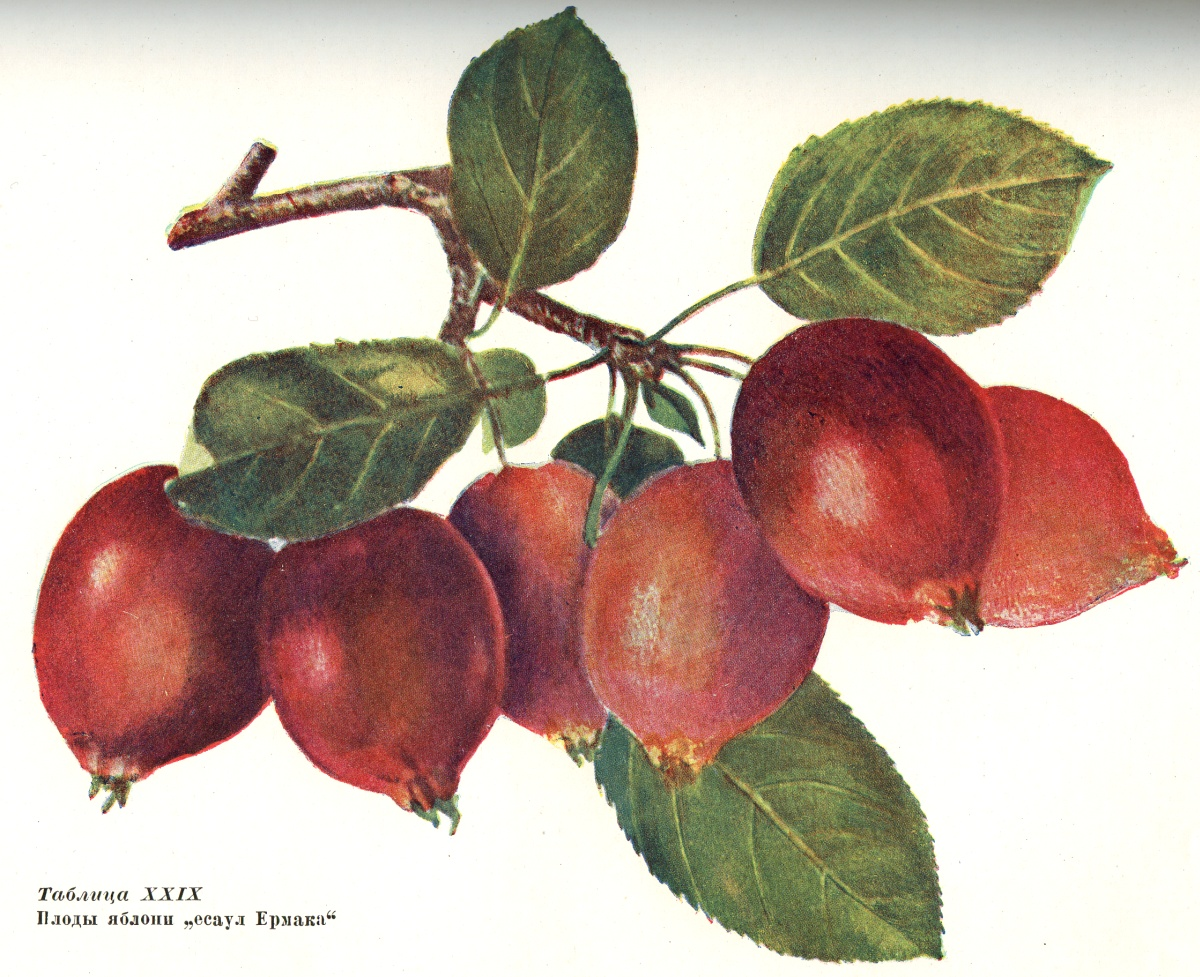
Яблуня «Осавул Єрмака»
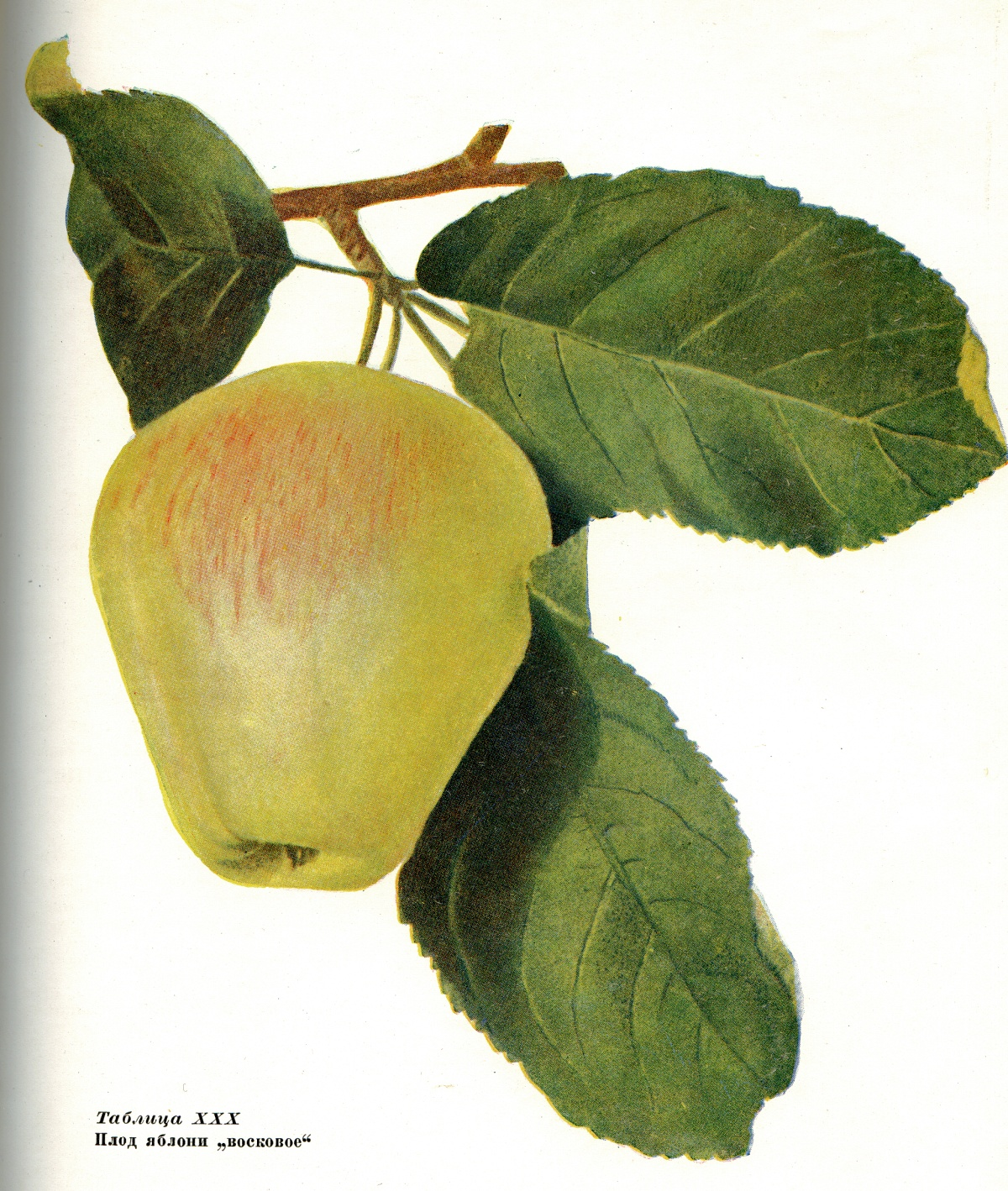
Яблуня «Воскове»

## Сорти груш Мічуріна

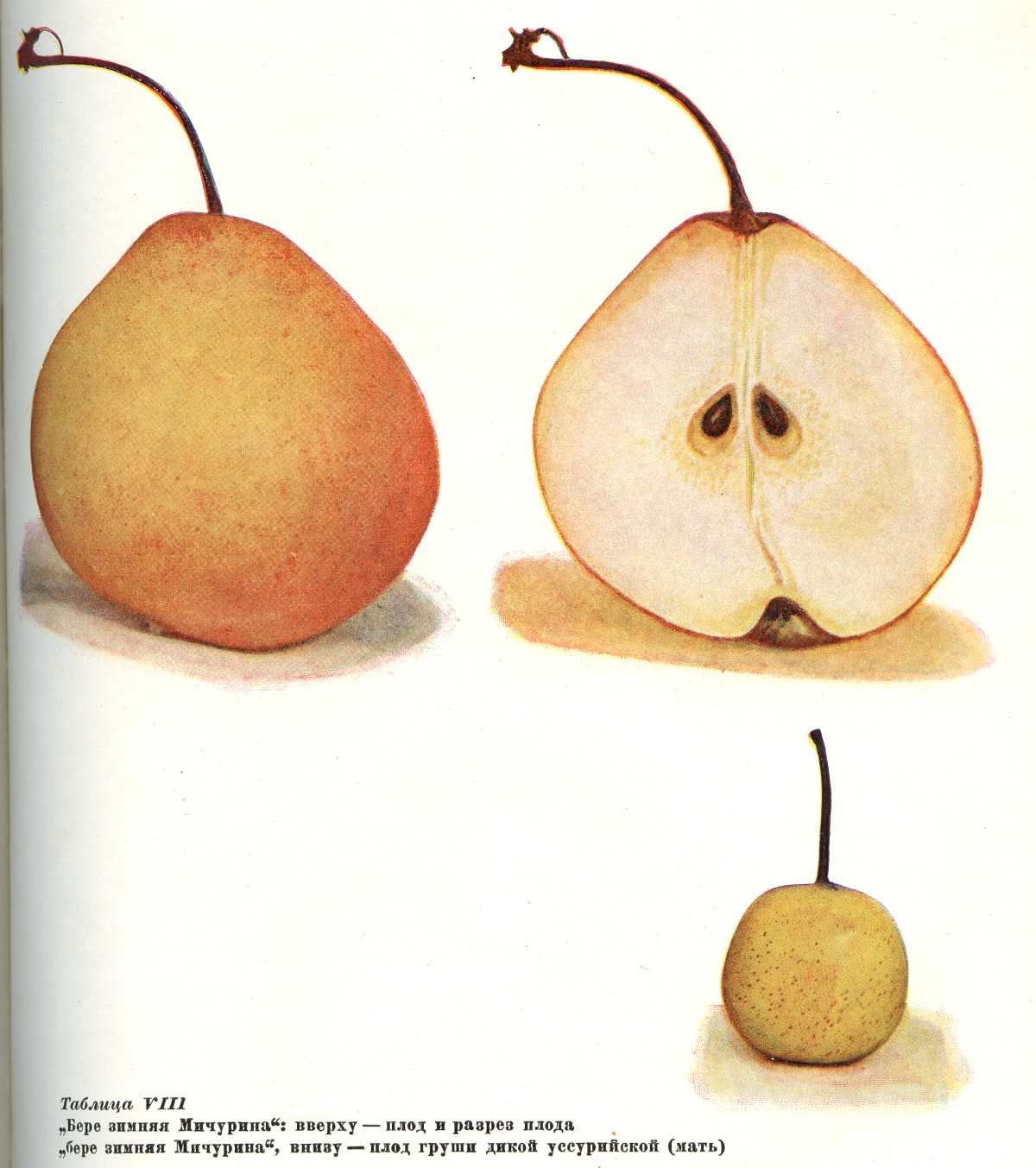
Груша «Бере зимова Мічуріна», знизу - плід груші дикої уссурійської (мати)
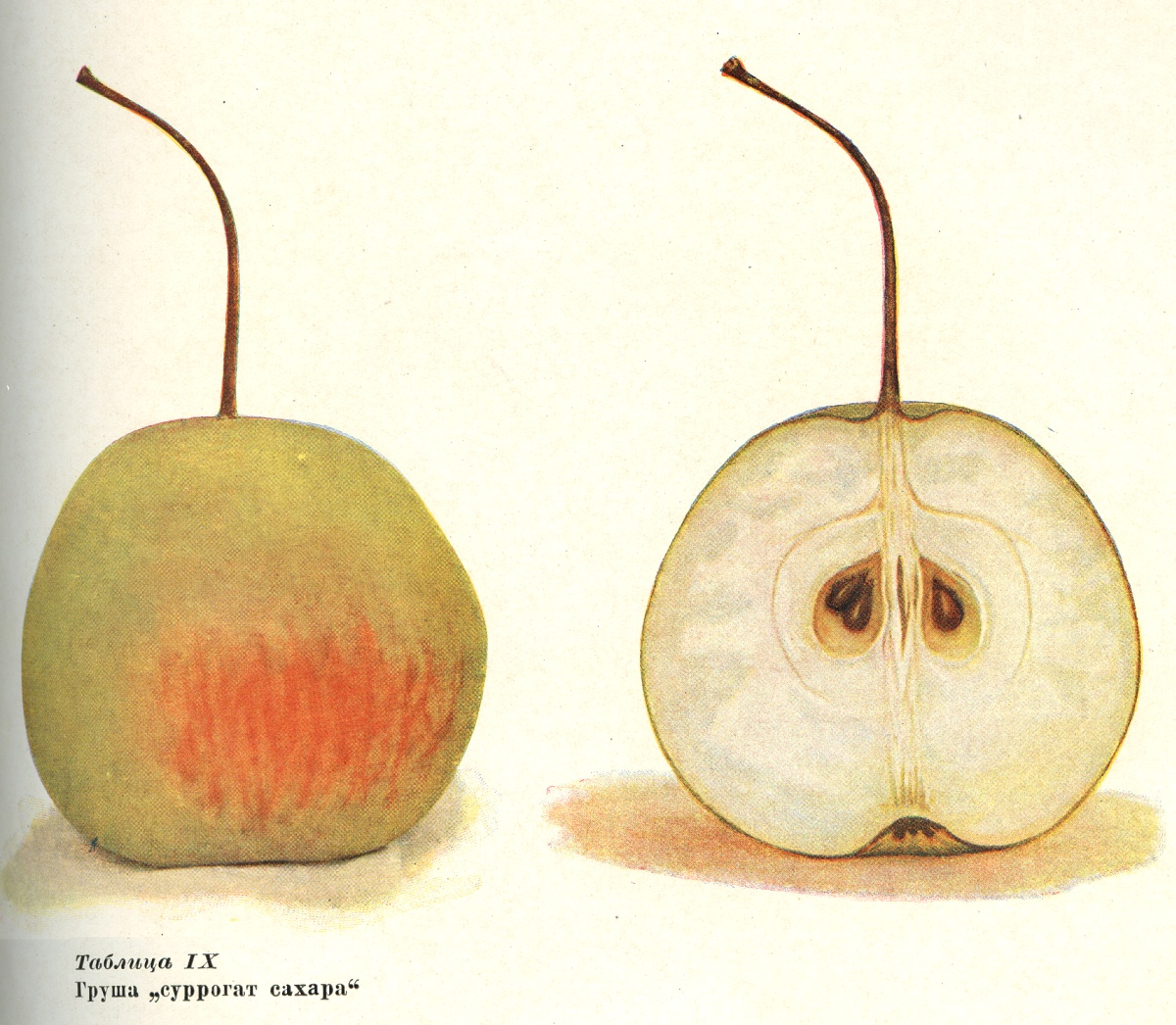
Груша «Сурогат цукру»
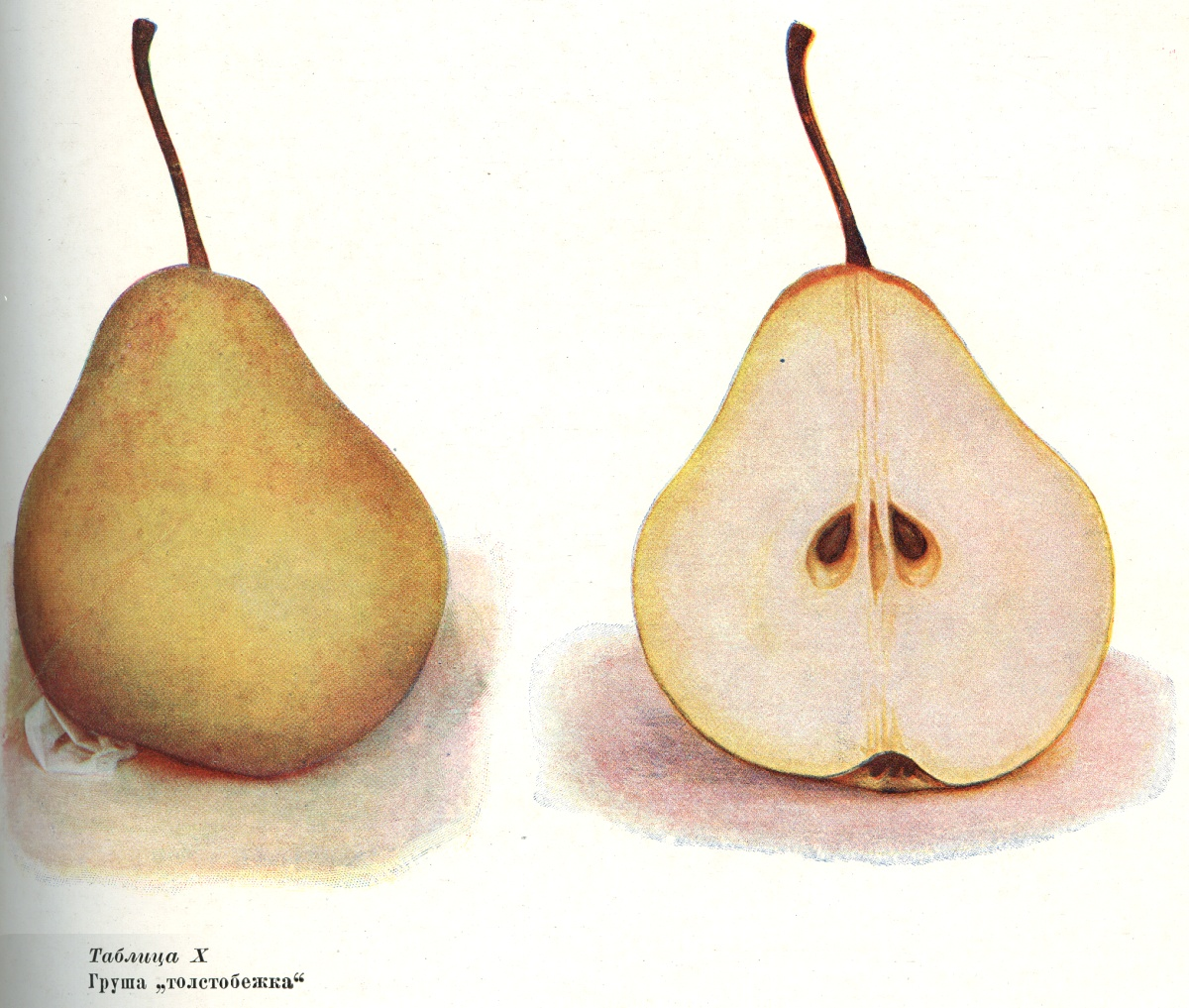
Груша «Толстобежка»

## Сорти слив Мічуріна

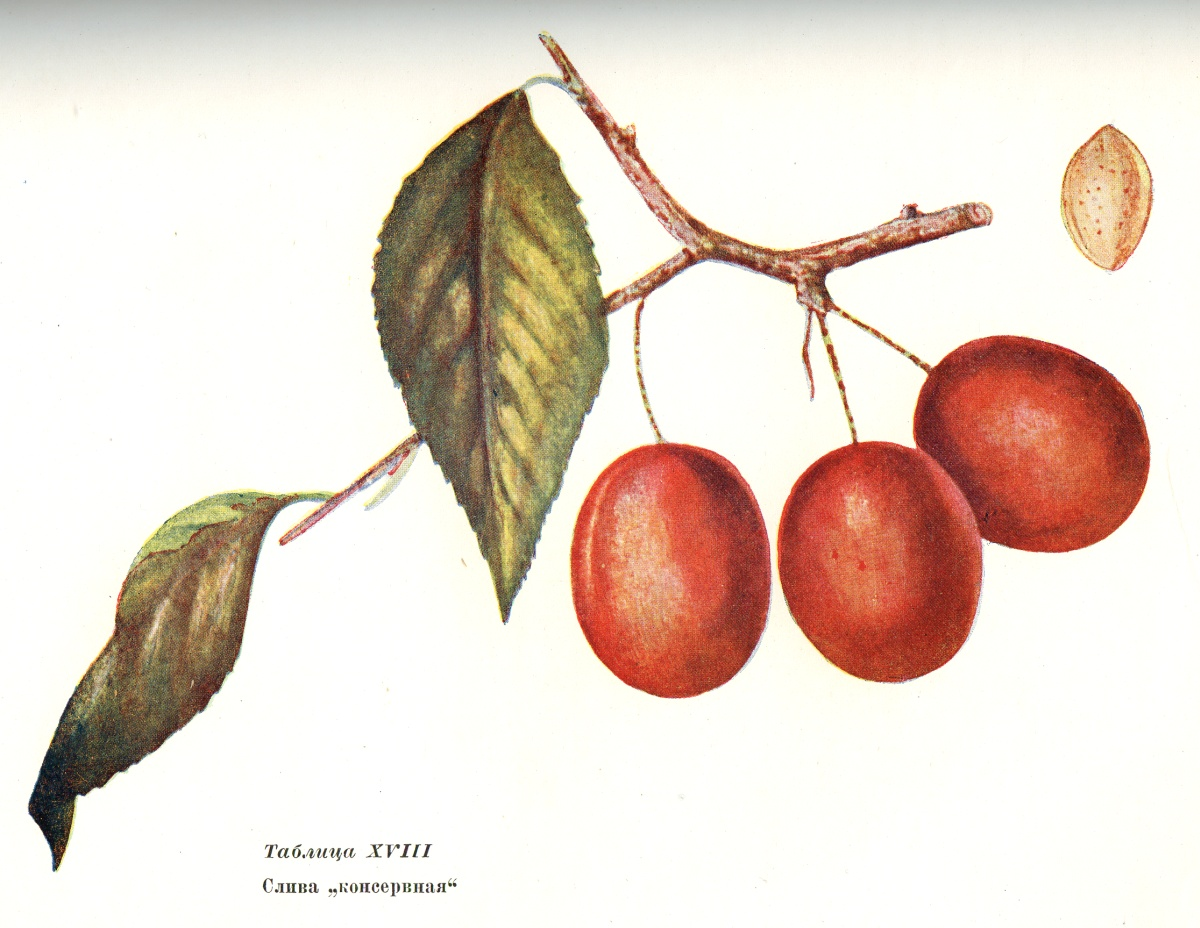
Слива «Консервна»
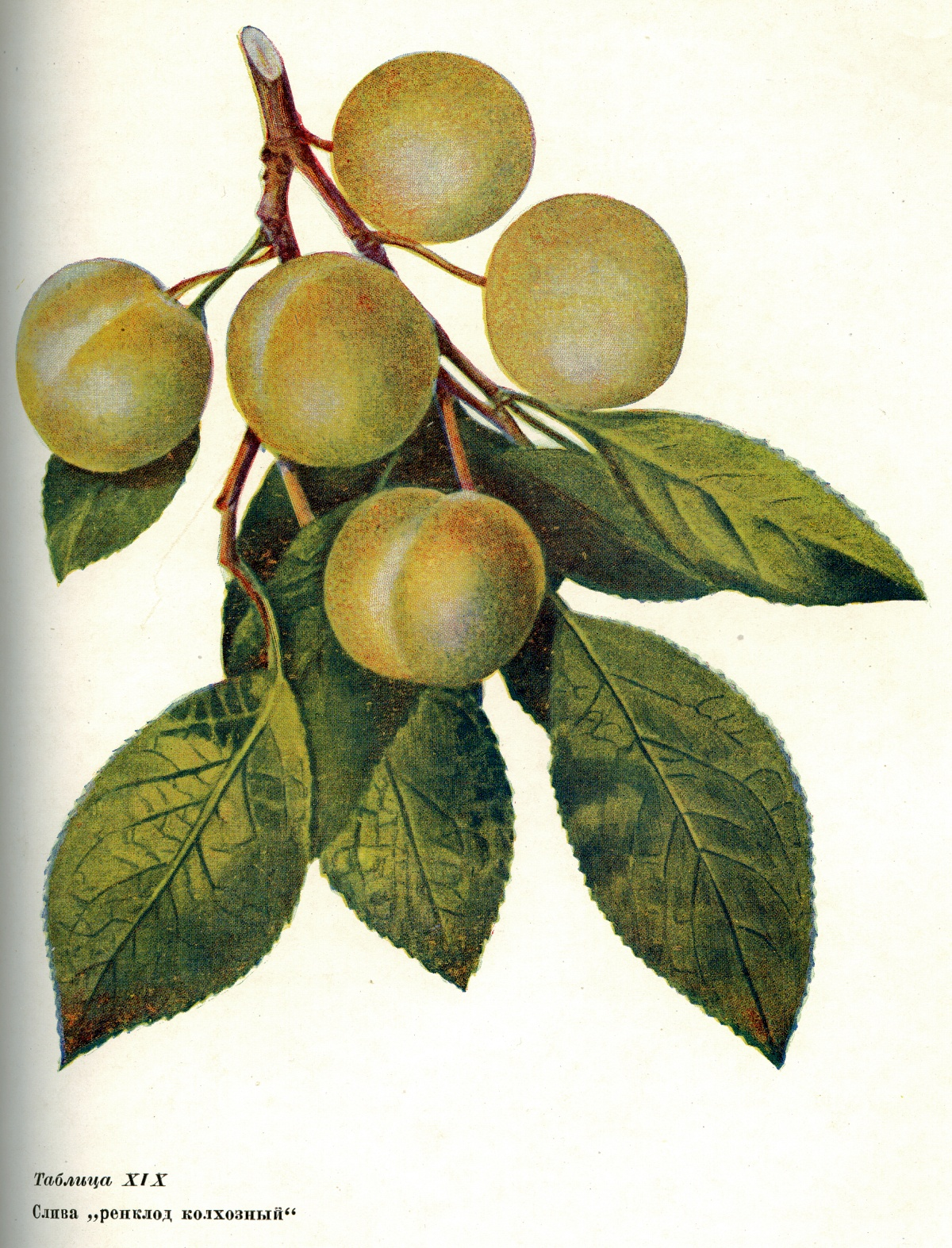
Слива «Ренклод колгоспний»
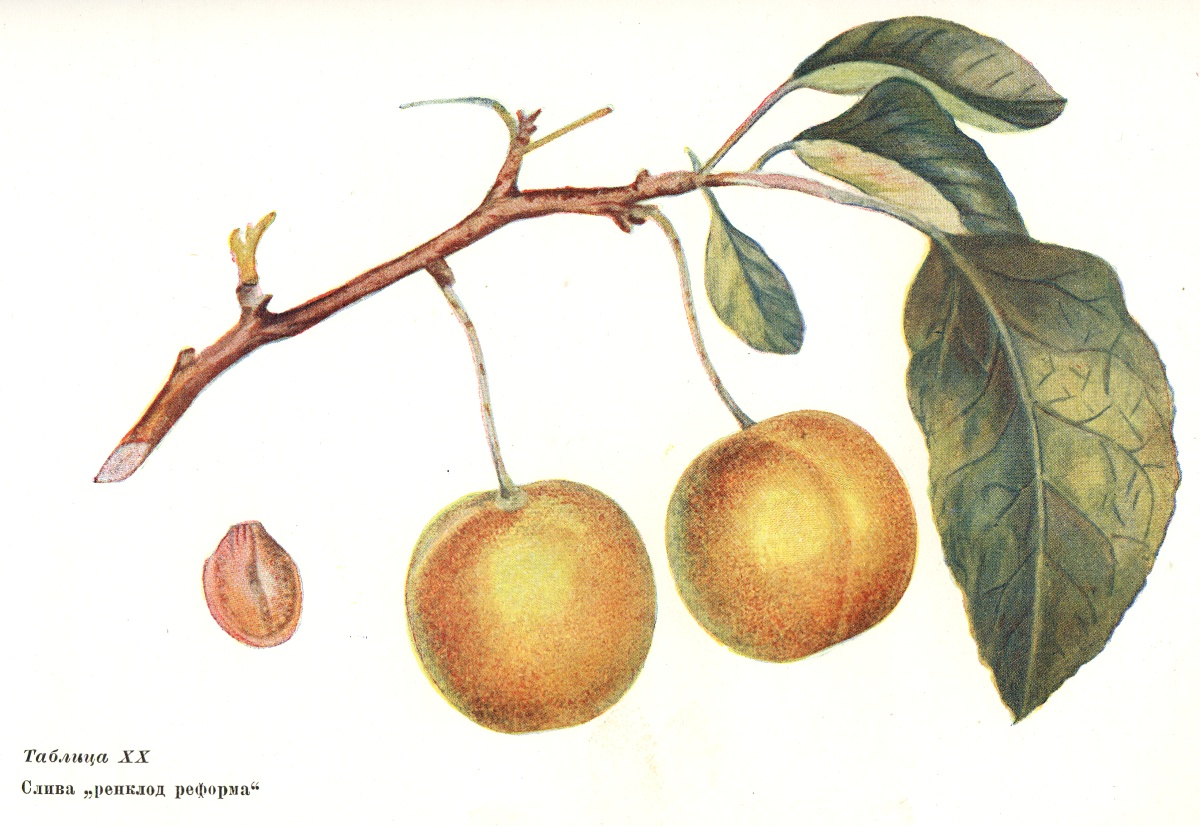
Слива «Ренклод реформа»
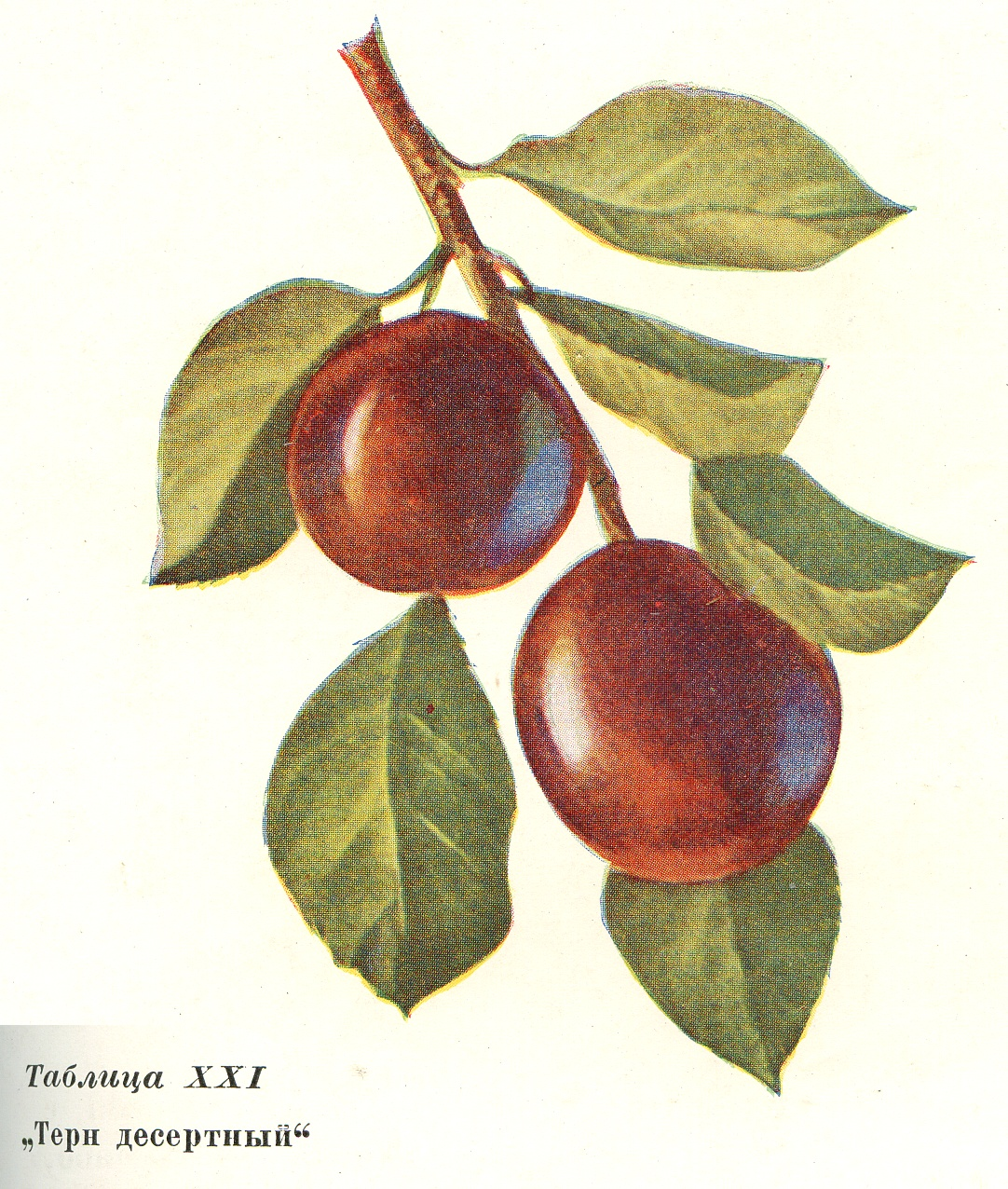
Терен «Десертний»

## Сорти абрикос Мічуріна

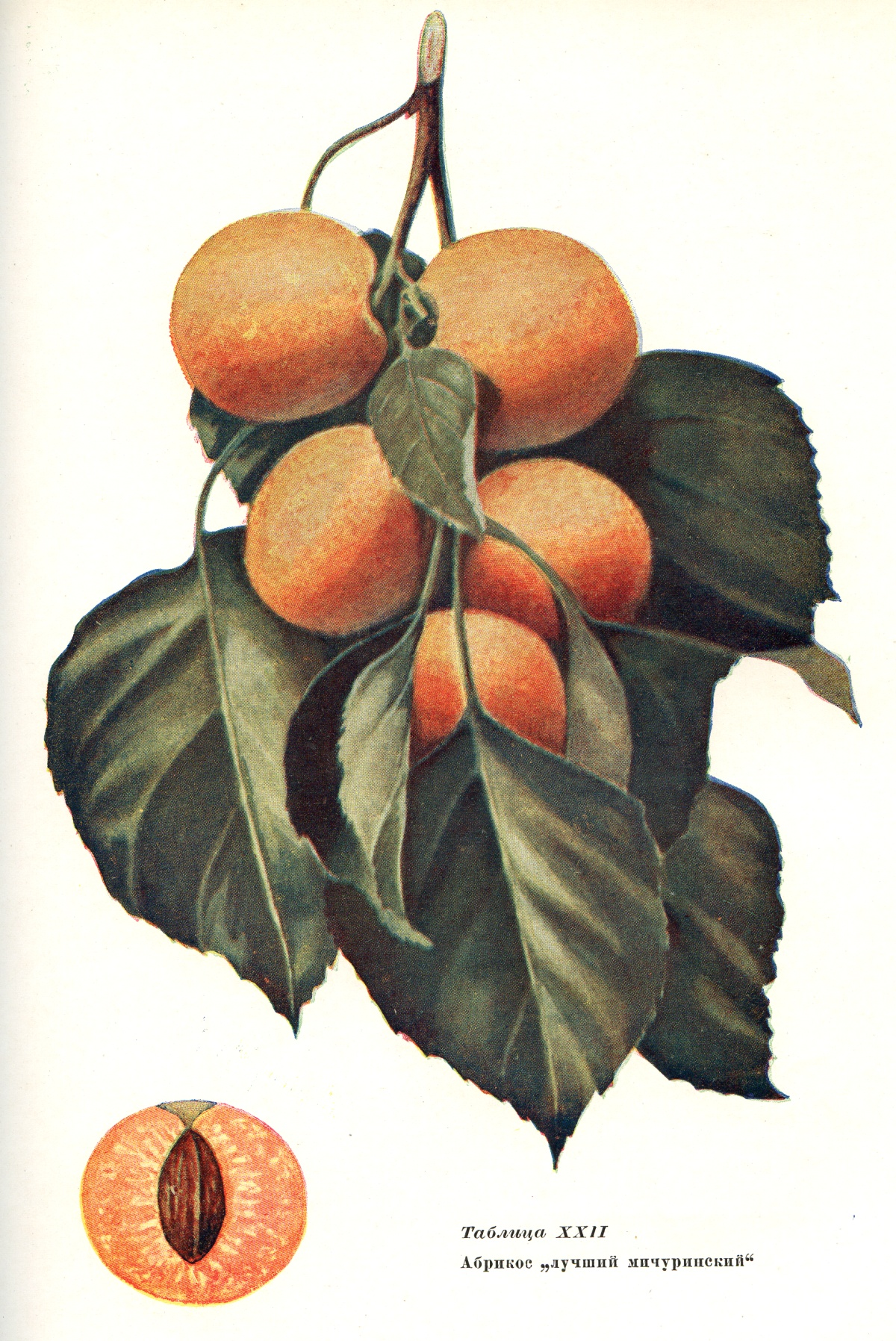
Абрикоса «Найкращий мічурінський»
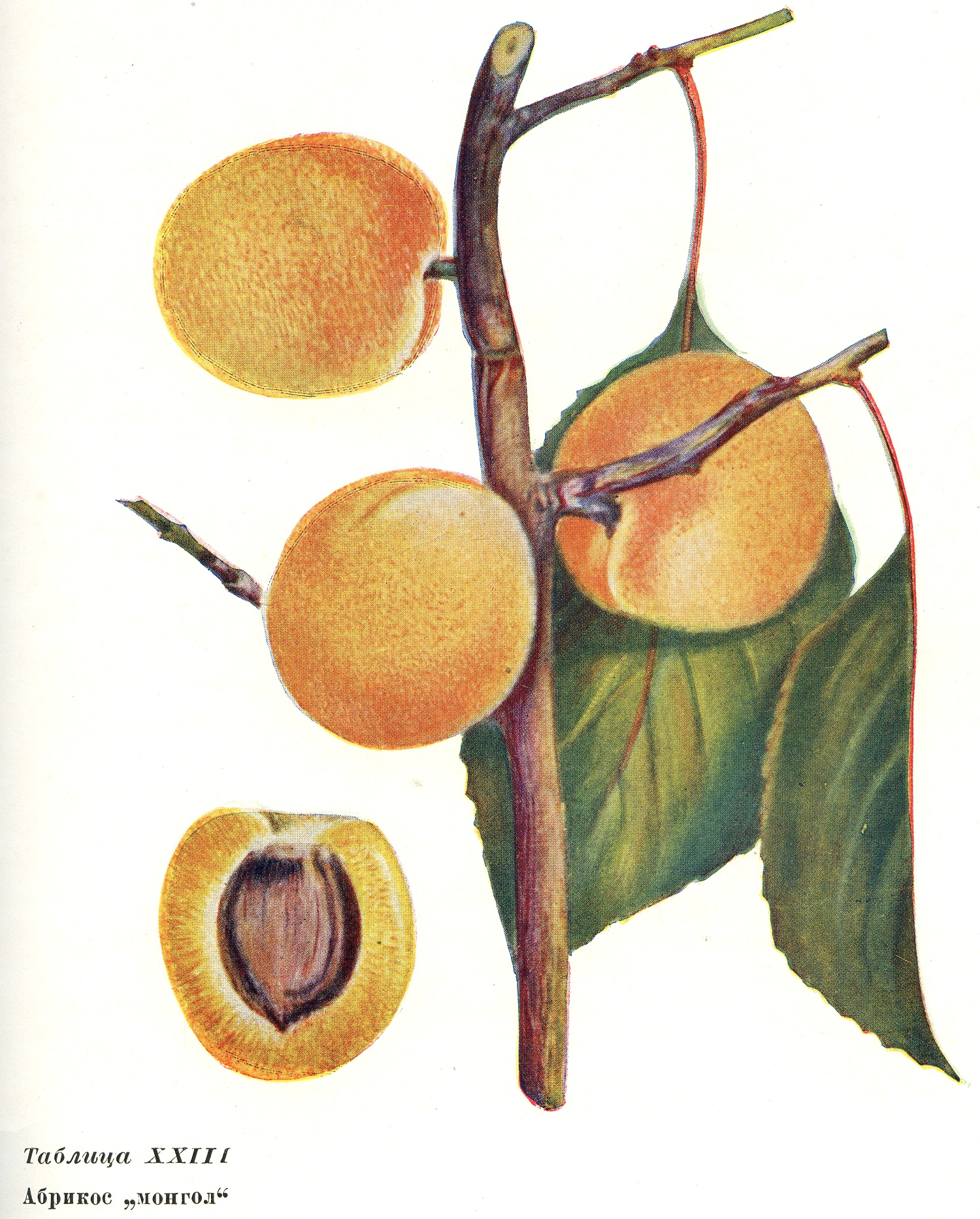
Абрикоса «Монгол»
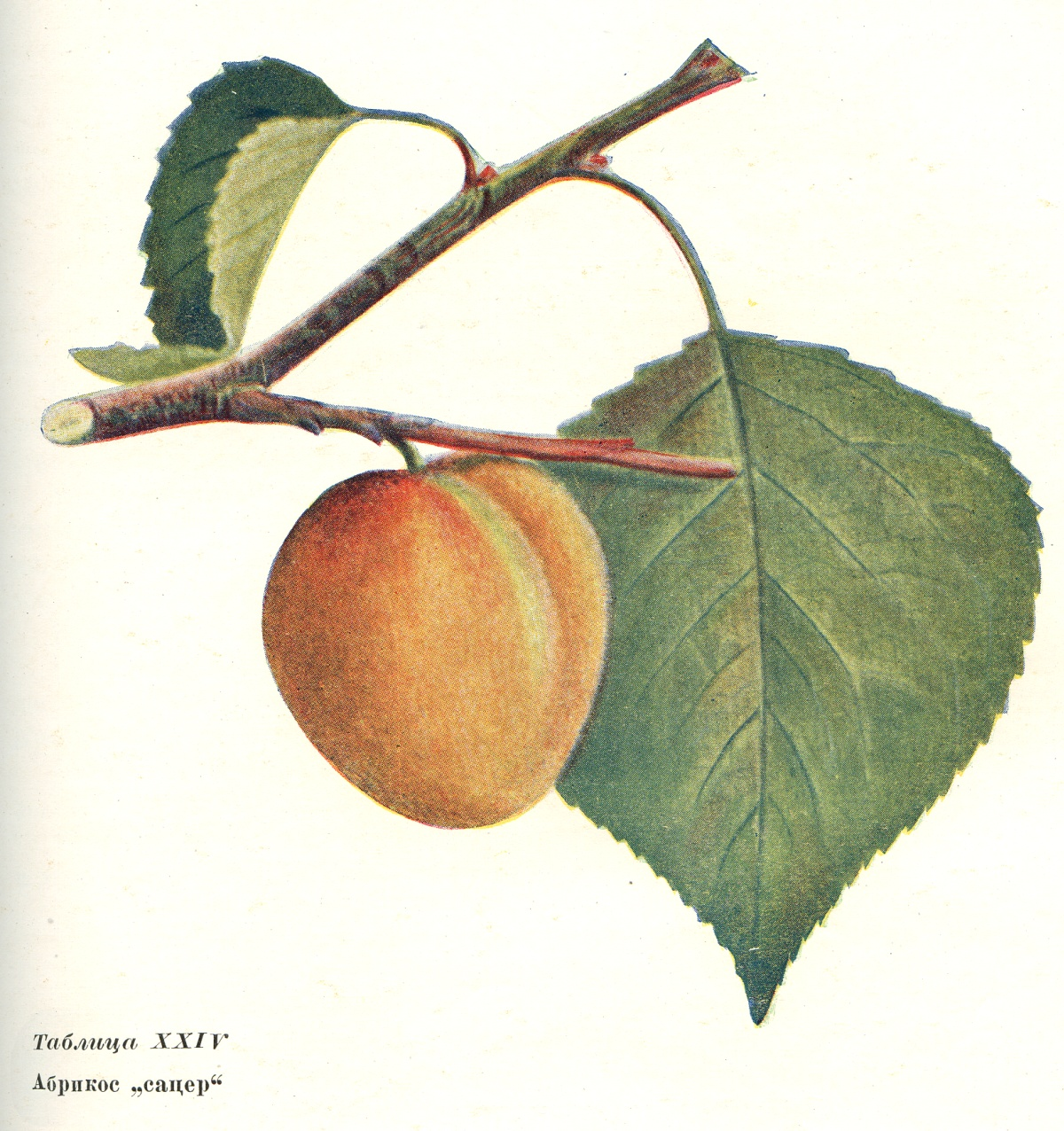
Абрикоса «Сацер»

## Сорти інших культур Мічуріна

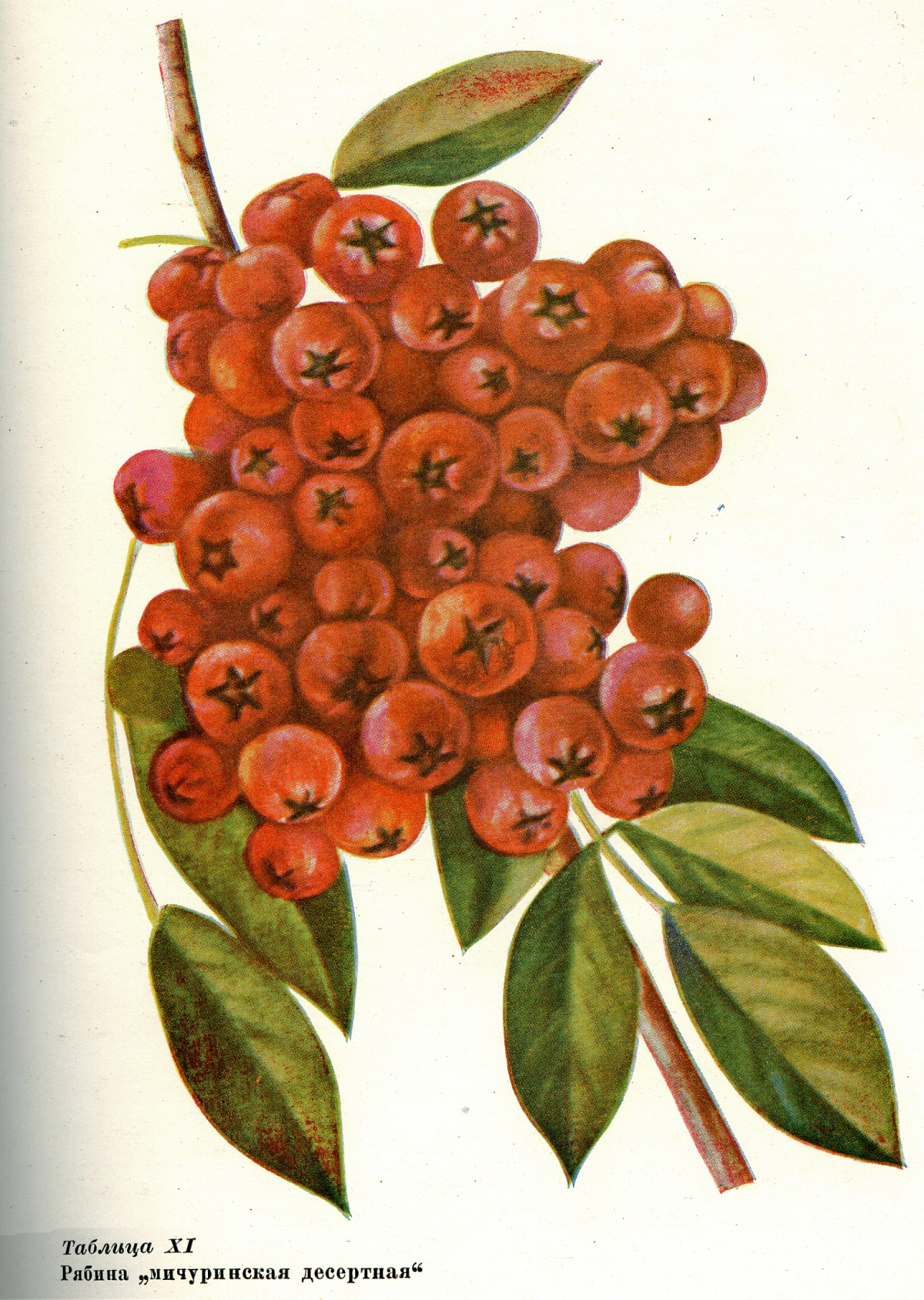
Горобина «Мічурінська десертна»
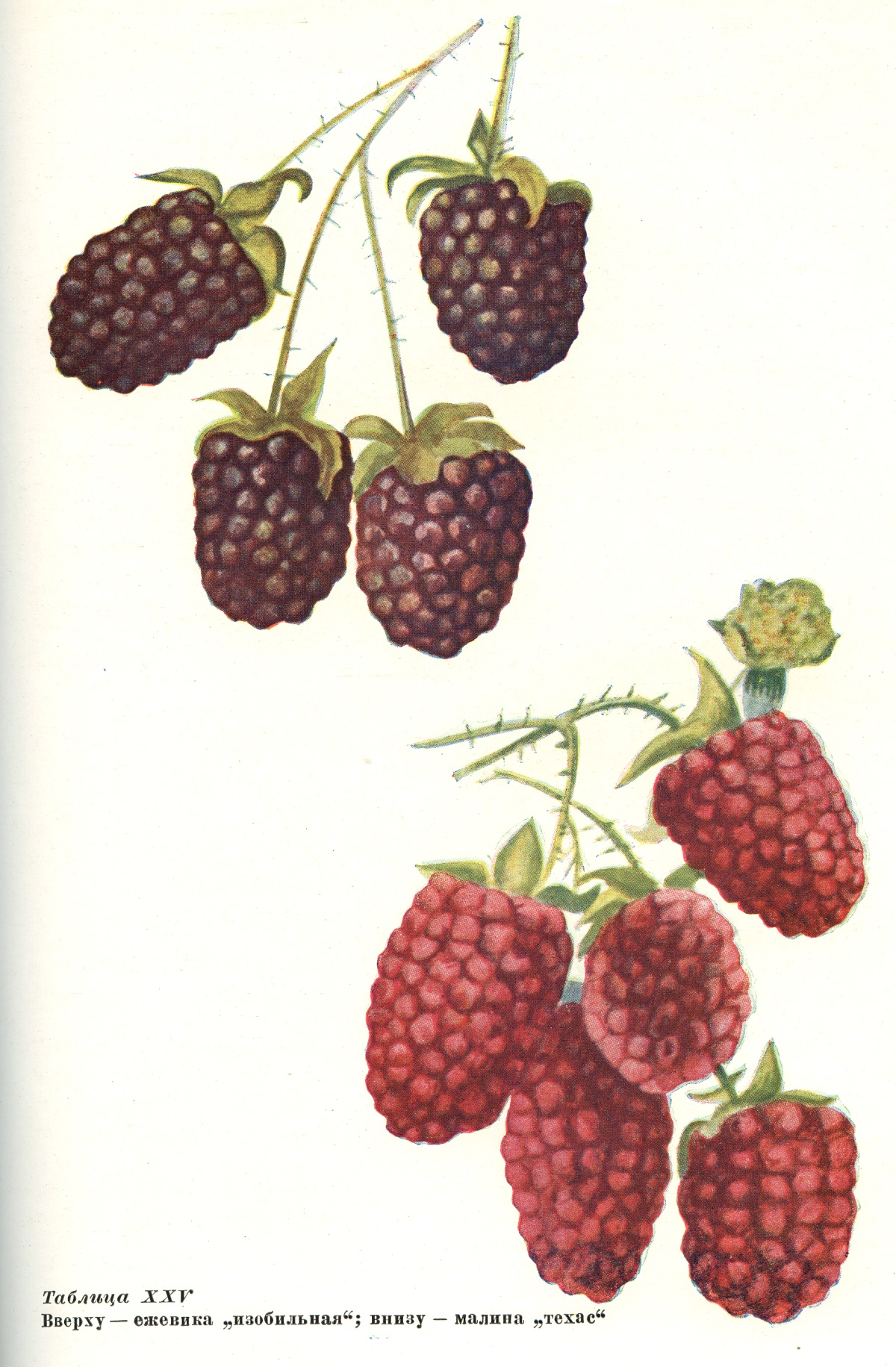
Вгорі - ожина «Ізобільна», внизу - малина «Техас»
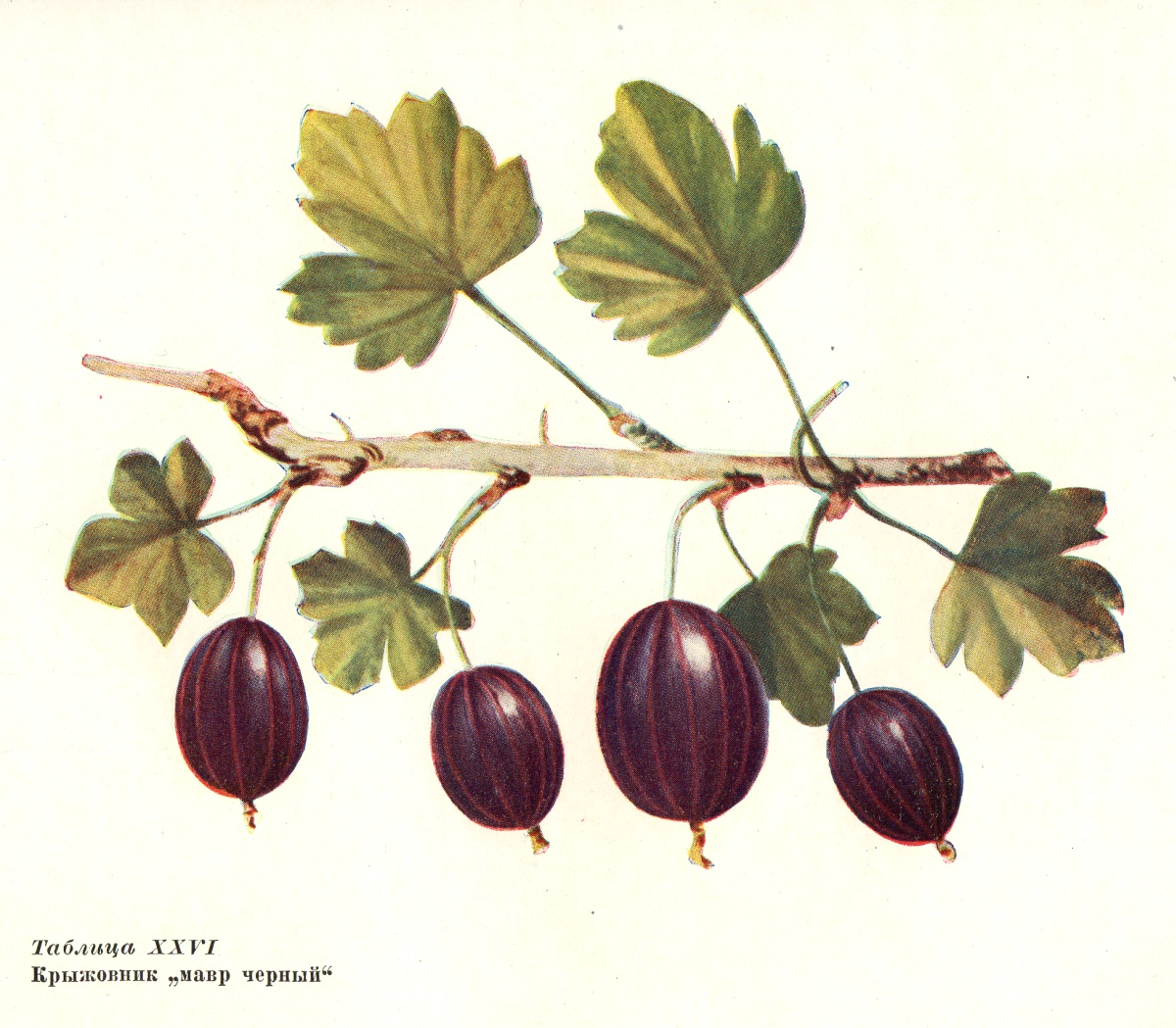
Аґрус «Мавр чорний»
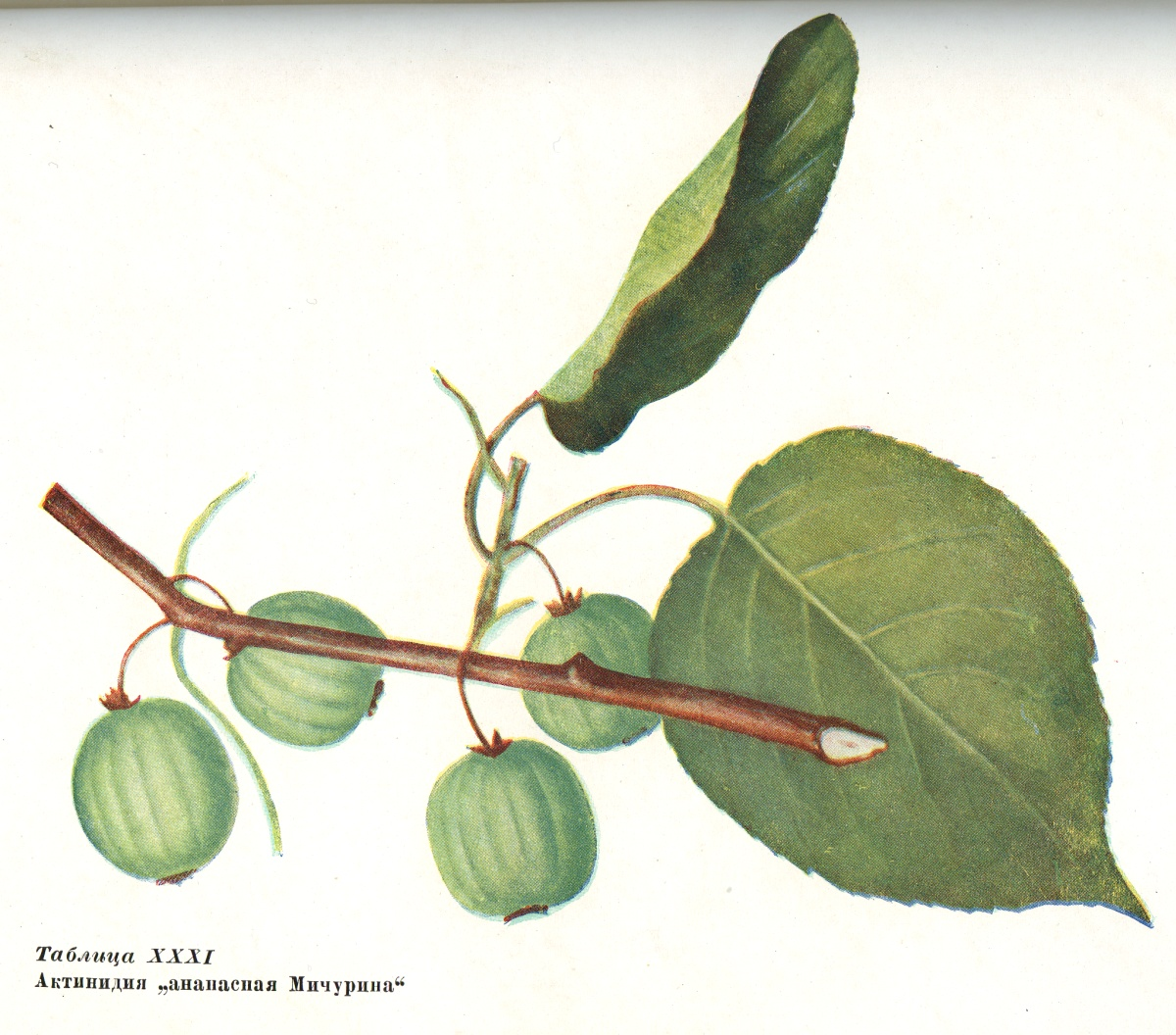
Актинідія «Ананасова Мічуріна»
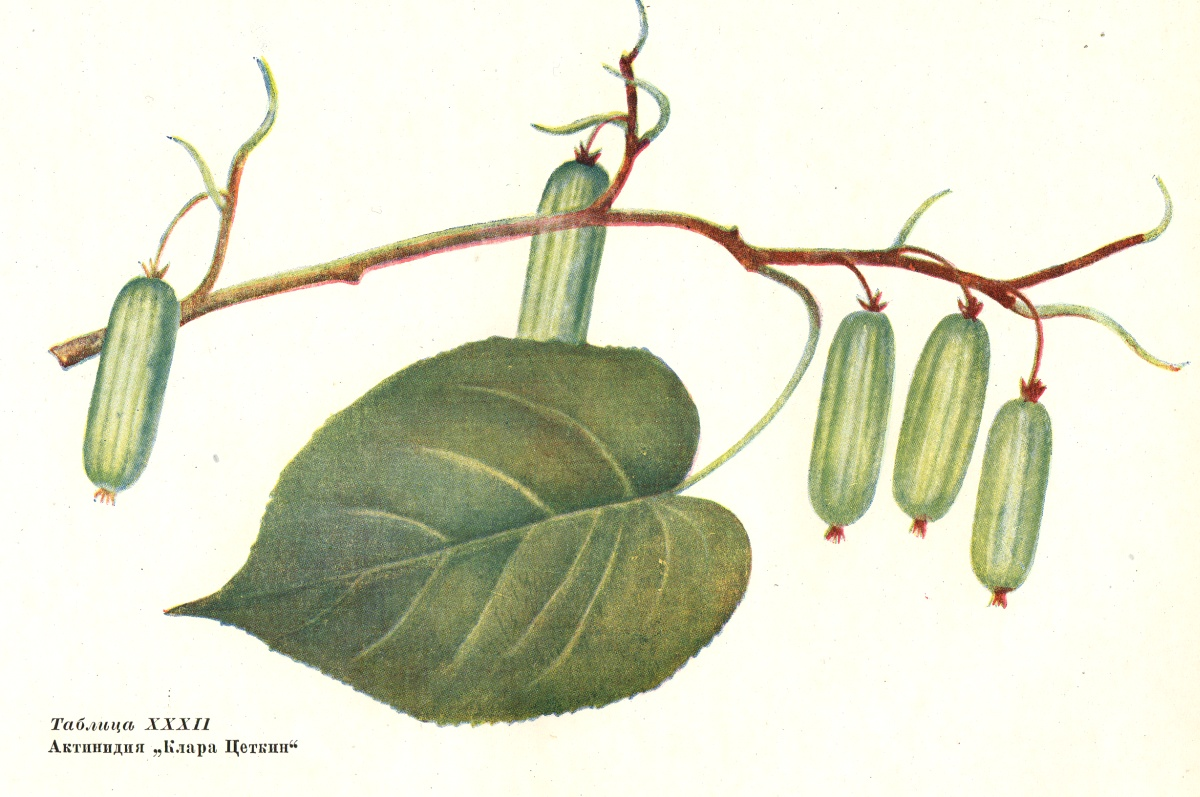
Актинідія «Клара Цеткін»

## Стосунки з іноземними фахівцями
У 1896 році представник Вашингтонського сільськогосподарського інституту, професор Ф. Н. Мейєр (Frank N. Meyer) вперше відвідав І. В. Мічуріна, і вивіз до США колекцію мічурінських яблунь, вишень і слив. Порівнюючи роботи Бербанка і Мічуріна, згодом він заявив:

«Все каже на користь останнього. Якби в Америці був такий Мічурін, там озолотили б його. Наскільки у Бербанка походження нового сорту таємне, настільки у Мічуріна відкрите. Походження кожного сорту докладно їм виражено, а це головне завдання виробника, — ознайомити споживачів із перевагами сорту.» — Франк Н. Мейєр, в інтерв'ю журналу «Прогресивне садівництво та городництво», 1912 р.

Плодові сорти Мічуріна були затребувані іноземними фахівцями і займали значні площі в США і Канаді. У своїй книзі «Підсумки 60-літніх робіт» Мічурін писав:

… Вишня Родюча, яку я вивів, не мала собі гідних суперників ні у нас в Союзі, ні за кордоном, і зокрема в Америці, де вишня Родюча почала розмножуватися ще 40 років тому і де нині вона займає величезні площі. — І. В. Мічурін «Підсумки шістдесятирічних робіт». Частина 2. Помологічний опис сортів, які вивів І. В. Мічурін. Вишні

У 1898 році загальноканадський з'їзд фермерів, що зібрався після суворої зими, — за словами проф. Саундерса, — «констатував, що всі старі сорти вишень як європейського, так і американського походження в Канаді вимерзли, за винятком „Родючої Мічуріна“ з м. Козлова (в Росії)».
1896 року Мічуріна обрано почесним членом американського вченого товариства «Брідерс», після чого до революції його щорічно відвідували американські професори.

На сторінках закордонної, та й нашої радянської преси мою діяльність часто порівнюють з роботою американського плодовода Лютера Бербанка. Я вважаю це порівняння неправильним. Між методами роботи Бербанка і моїми існує різниця. На це ще задовго до революції вказували американські професори, які відвідували з року в рік мій розплідник. — Праці селекційно-генетичної станції імені І. В. Мічуріна — том 11, 1934 р.

У 1913 році професор Мейєр офіційно запропонував І. В. Мічуріну від імені сільськогосподарського департаменту США переїхати до Америки й продовжити роботу в Квебеку з умовами оплати 8000 доларів на рік. Мічурін змушений був відмовитися від цієї пропозиції. Як він сам писав, підставою для відмови було погане здоров'я і вже досить поважний вік (на той момент йому було вже 58 років), тривалість подорожі і незнання англійської мови.
18 березня 1913 Мічурін отримав від завідувача відділом інтродукції департаменту землеробства США Д. Ферчайльда лист із пропозицією провести часткову або повну продаж колекції рослин.

"Наш дослідник Франк Н. Мейєр після розмов з Вами в січні написав нам, що Ви згодні надіслати нам список Ваших нових і чудових гібридів; також список дикорослих видів, які Ви зібрали, і які, на Вашу думку, більш здатні витримати кліматичні крайнощі, ніж звичайні російські різновиди цих фруктових дерев. Ці гібриди й нові види могли б виявитися корисними в наших дослідах, які ми тепер робимо з деревами та чагарниками в наших північно-західних степах. Чи не будете Ви ласкаві приготувати цей список в такій формі, щоб ми могли отримати уявлення про те, яку кількість кожного виду Ви могли б нам доставити і яку винагороду Ви бажали б отримати. Якщо Ви згодні продати весь наявний у Вас матеріал, то чи не були б Ви ласкаві призначити ціну за кожний вид окремо.
Якщо Ви бажаєте продати всю колекцію, будьте ласкаві призначити ціну за всю колекцію, і ми вирішимо: чи можемо купити її за призначену Вами ціну чи ні.
Питання щодо запаковування і пересилання матеріалу повинні вирішувати Ви. Я був би дуже радий дізнатися Вашу думку, як Ви хотіли б це зробити і скільки буде коштувати, щоб все це зробити найкращим чином …
… Я впевнений, що ми можемо прийти до угоди, яка буде взаємно вигідною для Росії і для Сполучених штатів і для Вас особисто. Якщо Ви побажаєте будь-які північноамериканські рослини для проведення дослідів над ними, ми будемо вкрай раді дістати і послати Вам їх абсолютно безкоштовно, — якщо в малій кількості.
В очікуванні відповіді від Вас, я залишаюся з повагою, Девід Ферчайльд

Судячи з усього, І. В. Мічурін ставився до подібної перспективи досить прихильно. Ще 31 січня 1913 року він писав російському садівникові і акліматизаторові А. Д. Воєйкову: «Що стосується продажу одразу всіх нових сортів рослин, то, гадаю, буде можливо порозумітися з ними (з американцями. — Вікіпедія)» [12]. Але цим планам не судилося збутися. У 1914 році почалася Перша світова війна.
1927 року з ініціативи І. С. Горшкова вийшов кінофільм «Південь у Тамбові», що пропагував досягнення Мічуріна. Фільм, крім СРСР, був показаний за кордоном (США, Німеччина, Чехословаччина, Італія, Прибалтика).
Фільм демонстрували 1929 року на річному бенкеті наукової асоціації садівників в Нью-Йорку. Спеціальний ботанічний журнал «The Floriste Exchange» з цього приводу писав:

«Як би ми не розглядали теорію, методи і результати радянського режиму, ми не можемо проте заперечувати того, що науково-дослідна робота в цій країні продовжує перебувати на високому рівні і продовжує розвиватися за енергійної та діяльної підтримки з боку радянського уряду.»

Директор радянського бюро сільськогосподарської інформації в США професор І. А. Миртов, пересилаючи І. В. Мічуріну рецензії з американських спеціальних журналів на цей кінофільм, написав:

«Мені дуже приємно повідомити Вам, що Ваша наукова й високовартісна робота стала відомою далеко за межами СРСР і то в такій наочній і переконливій формі, яка не потребує поліпшення. Показ Вашої роботи справив на американських вчених-садівників блискуче враження.»

## Внесок у розвиток науки
Розробив методи селекції плодово-ягідних рослин методом віддаленої гібридизації (підбір батьківських пар, подолання несхрещуваності та інше.)

## Світлини

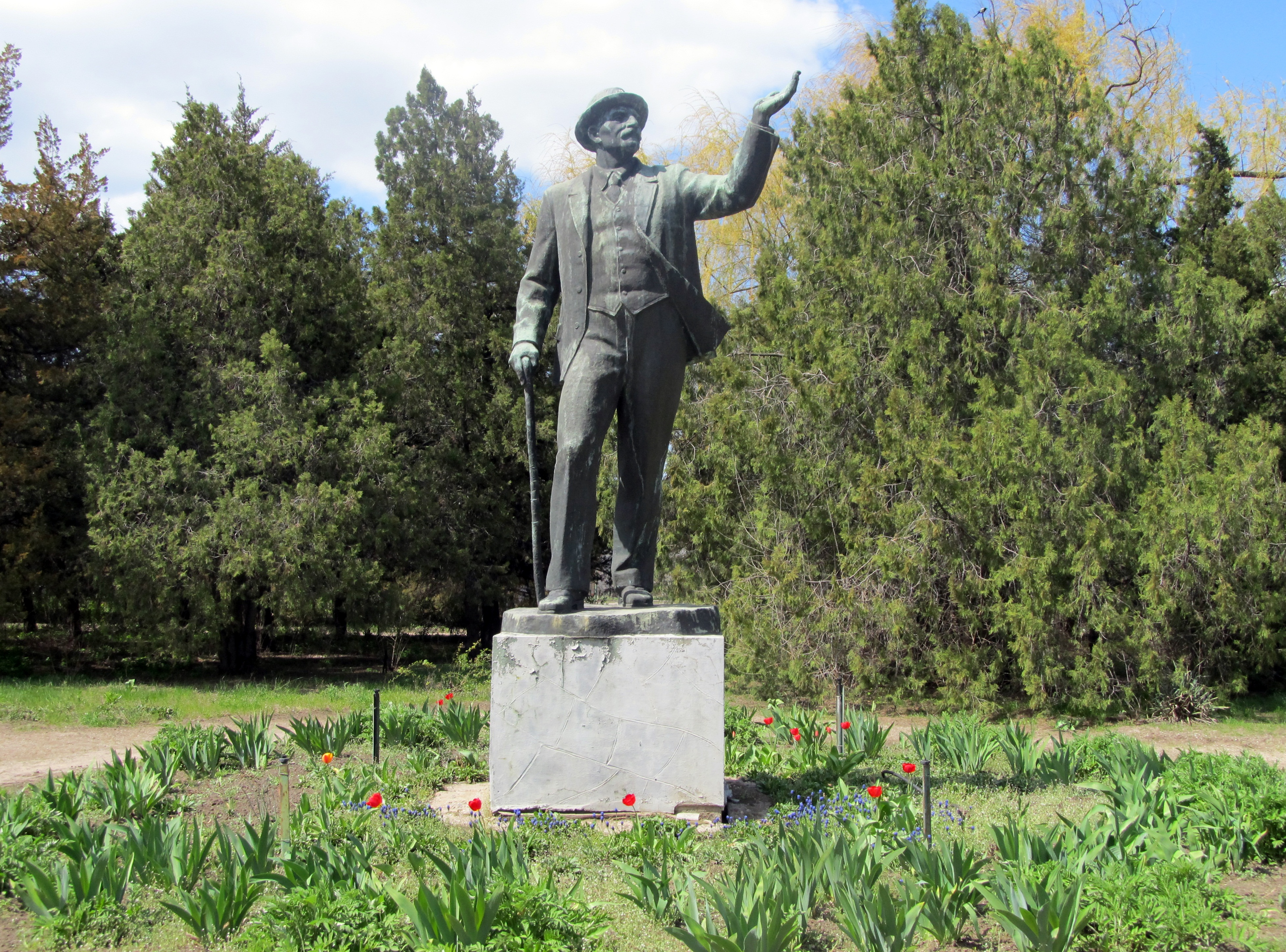
Пам'ятник Мічуріна. Мелітопольська дослідна станція садівництва імені М. Ф. Сидоренка
Бюст-погруддя І. В. Мічуріна біля будівлі МДУ
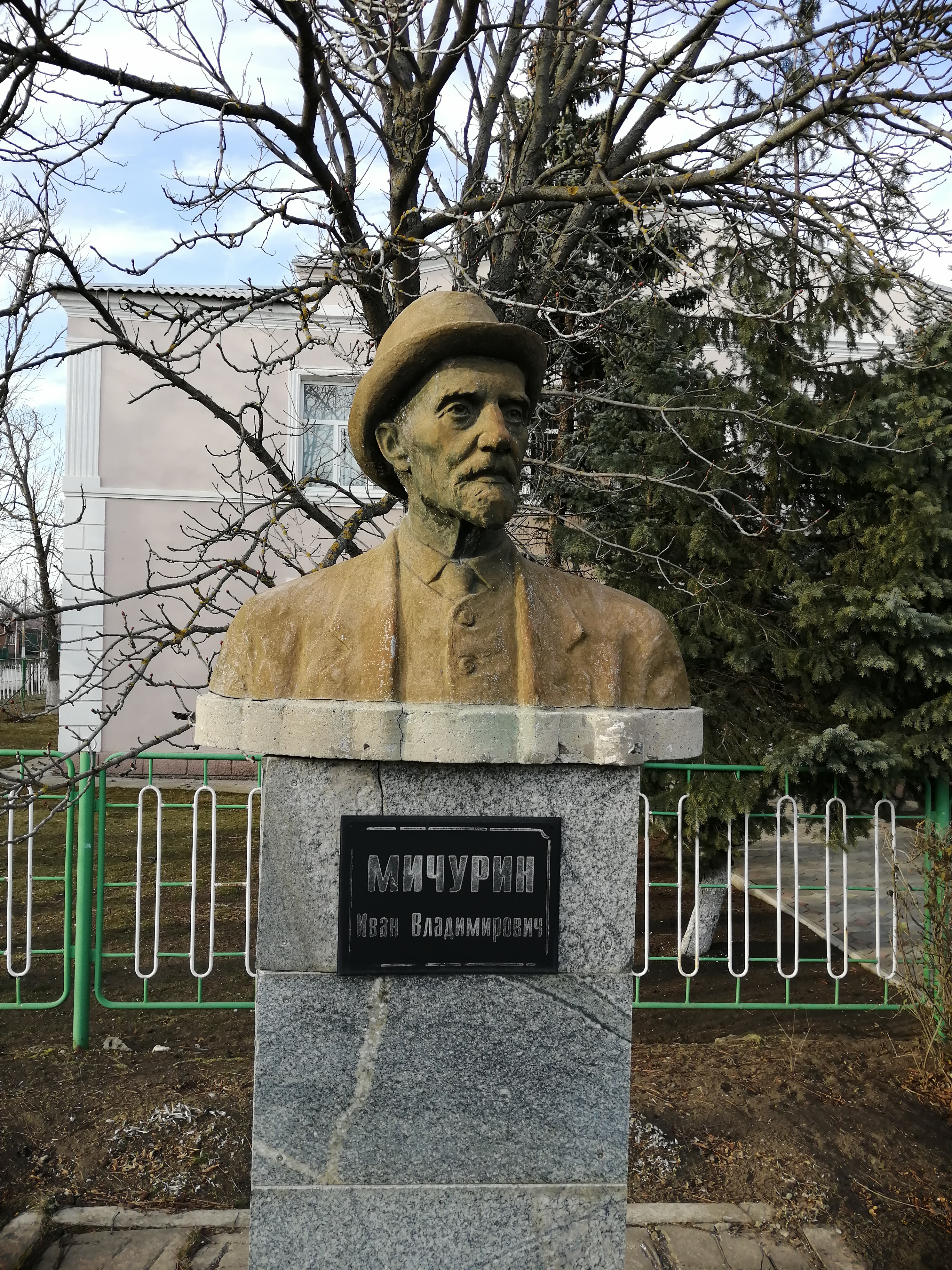
Бюст-погруддя Мічуріна в селі Федорівка, Неклинівського район, Ростовська область (2019)
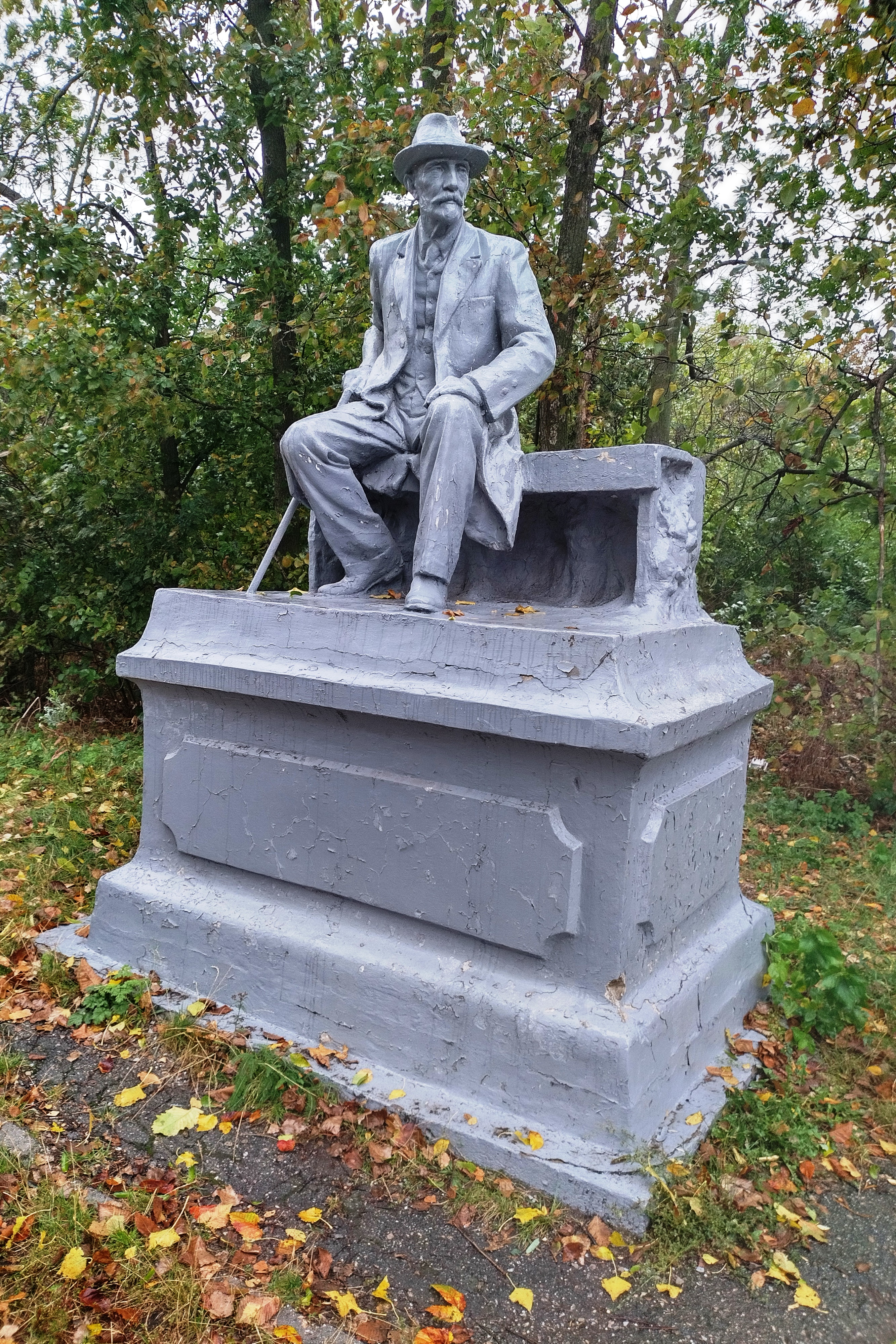
Пам'ятник Івану Мічуріну в селі Костянтинівка Знам'янського району Кіровоградської області (2021)